# القوات المسلحة اليمنية
القوات المسلحة اليمنية هي القوات النظامية للجمهورية اليمنية، تتكون من أربعة أقسام رئيسية وهي القوات البرية، القوات الجوية والدفاع الجوي، القوات البحرية والدفاع الساحلي، قوات حرس الحدود، وقوات الاحتياط الاستراتيجي التي تضم العمليات الخاصة والحماية الرئاسية وألوية الصواريخ. وجاء ترتيبها في المرتبة 43 عالمياً في قائمة أقوى جيوش العالم لعام 2013، التي يعدها سنوياً موقع جلوبال فاير باور المتخصص في مجال التسليح وفي المرتبة الخامسة عربياً بعد مصر والسعودية والجزائر وسوريا.
تأسس الجيش النظامي للمملكة المتوكلية في 1919، وبدأ تأسيس الجيش الجمهوري في الجمهورية العربية اليمنية عام 1962 وذلك بقيام ثورة 26 سبتمبر أما جيش دولة الجنوب جمهورية اليمن الديمقراطية الشعبية فقد تأسس الجيش الاتحادي في 1959 قبل قيام ثورة 14 أكتوبر والاستقلال بعدة سنوات، تعثر دمج الجيشين فعلياً بعد قيام الوحدة اليمنية 1990 لأسباب سياسية، وبعد حرب صيف 1994 الأهلية، توحد الموالون للوحدة ضد الموالين للانفصال ولم يعد هناك جيشان بعد ذلك.
تتوزع قوات الجيش على سبع مناطق عسكرية، عبد ربه منصور هادي رئيس الجمهورية اليمنية هو القائد الأعلى للقوات المسلحة، وتتبع غالبية الجيش لوزارة الدفاع وبعضها تتبع رئاسة الجمهورية مباشرة، وتمتلك القوات اليمنية مجتمعة تقريباً 86,700 جندي.
يبلغ تعداد القوات البرية تقريباً 80,000 مقاتل في 7 مناطق عسكرية وفي الاحتياط الاستراتيجي وبحوالي 30 لواء مشاة و11 لواء مشاة ميكانيك و14 لواء مدرع، أما قوة الصواريخ والمدفعية فتتوزع في 6 ألوية، وتمتلك القوات الجوية والدفاع الجوي 6 قواعد عسكرية جوية وتقريباً 3,000 مجند موزعين في ثمانية ألوية طيران و10 ألوية دفاع جوي ولواء شرطة جوية ولواء رادار ويقدر تعداد القوات البحرية تقريباً 1,700 مجند موزعين على 3 قواعد بحرية ولوائين بحريين.
الانضمام للجيش اليمني تطوعي ولا يوجد تجنيد إلزامي ويفرض على المتطوعين سنتين خدمة عسكرية وتشكل ميزانية القطاع العسكري حوالي 2.9% الناتج الإجمالي المحلي  صنف الفساد في الجيش اليمني بدرجة «مخاطر فساد حرجة» إلى جانب جيوش الجزائر ومصر وليبيا وسوريا، وهي أسوأ درجة تقييم في تقرير «مؤشر مكافحة الحكومات والجيش للفساد لعام 2013» الذي أعدته منظمة الشفافية الدولية.

## الجيش المظفر

صورة لافراد من جيش المملكة المتوكلية اليمنية في صنعاء

تأسس «الجيش المظفر» (النظامي) في ربيع الأول 1337 هـ / ديسمبر 1918م، في عهد الإمام يحيى بن محمد حميد الدين، على يد مجموعة من العسكريين العثمانيين الذين بقوا في اليمن بعد خروج زملائهم عام 1918م، وتنوعت أساليب تدريبه من عثماني إلى سوري فعراقي ومصري وأردني، وهذا سبب بعض الإرباك في عمليتي التأهيل والتطوير للجيش، وكان يغلب على التدريب الجانب النظري أكثر من الجانب العملي، ومعظم القيادات العليا فيه من غير العسكريين، وحظيت هذه القيادات بمكانة عالية لدى الإمام أكثر من القيادات العسكرية، ويعزى ذلك ربما إلى اعتقاد الإمام أنهم أكثر من غيرهم ولاءً للسلطة الحاكمة، ونتيجة لهذه الحظوة فقد اصطدمت هذه القيادات ببعض المدربين العسكريين؛ الأمر الذي أدى إلى خلل في عملية التدريب.
منذ أن أسس الإمام الهادي «يحيى بن الحسين بن القاسم» الدولة الزيدية الهاشمية عام 284هـ الموافق 897 م، وحتى 1919 م، وهو عام تأسيس الجيش النظامي، فإن تلك الدولة التي تميزت بكثرة أشياعها في المناطق الشمالية والشمالية الغربية والمناطق الشرقية من المرتفعات الوسطى وكذلك كل الدول أو الدويلات التي عاصرتها، قد اعتمدت في حروبها التي خاضتها في مواجهة منافسيها، بشكل أساس على أنصارها من رجال القبائل الذين يسكنون المناطق الشمالية والشمالية الغربية والشرقية، وذلك النوع من المقاتلين يمكن تصنيفه في إطار ما عرف، تاريخيا، باسم «الجيوش الوطنية التقليدية»، التي كان يقودها رؤساء العشائر، والتي ليس لها أية صفة نظامية، باعتبار أن كل رجل في القبيلة جندي من جنودها، وكان تشكيلها يتم عند الحاجة إليها، أو بتعبير آخر، عند ظهور مشكلات تمس مصالح القبيلة أو الدولة، حيث يتم استنفار المقاتلين بواسطة رؤساء العشائر وشيوخ القبائل، الذين يصبحون عند ذاك، هم «مقدمو» الجيوش القبلية، وقادتها في المعارك الحربية.
عندما أنشئ الجيش المظفر كانت مخازن السلاح مليئة بأعداد كبيرة من البنادق مختلفة الأنواع (حوالي 000, 400 بندقية) بالإضافة إلى بطاريات مدفعية خفيفة وثقيلة، من عيارات وأزان مختلفة، وفقا لاحتياجات البيئة المتنوعة في اليمن، وكذلك أنواع مختلفة من الرشاشات الإنجليزية والعثمانية والإيطالية. وفي عام 1922 عقدت الحكومة عدة اتفاقات وصفقات لتسليح الجيش مع دول وأفراد كانوا يمثلون دولهم ويأتون إلى اليمن تحت واجهات علمية أو تجارية. ومن تلك الدول إيطاليا وألمانيا وفرنسا، بالإضافة إلى عدد من سماسرة السلاح تم الاتفاق معهم بصورة شخصية. وخطا النظام الإمامي بعد ذلك خطوات أخرى حذرة فيما يتعلق بتسليح الجيش وتحديثه بلغت ذروتها عام 1956.
إلى جانب إخضاع القبائل المتمردة وحماية الإمام والأمراء والشخصيات العامة في الدولة، فإن الجيش يقوم بأعمال الضبط القضائي، والجبايات بالإضافة إلى الأعمال العسكرية المعروفة في الحدود.

### إنشاء الجيش الدفاعي

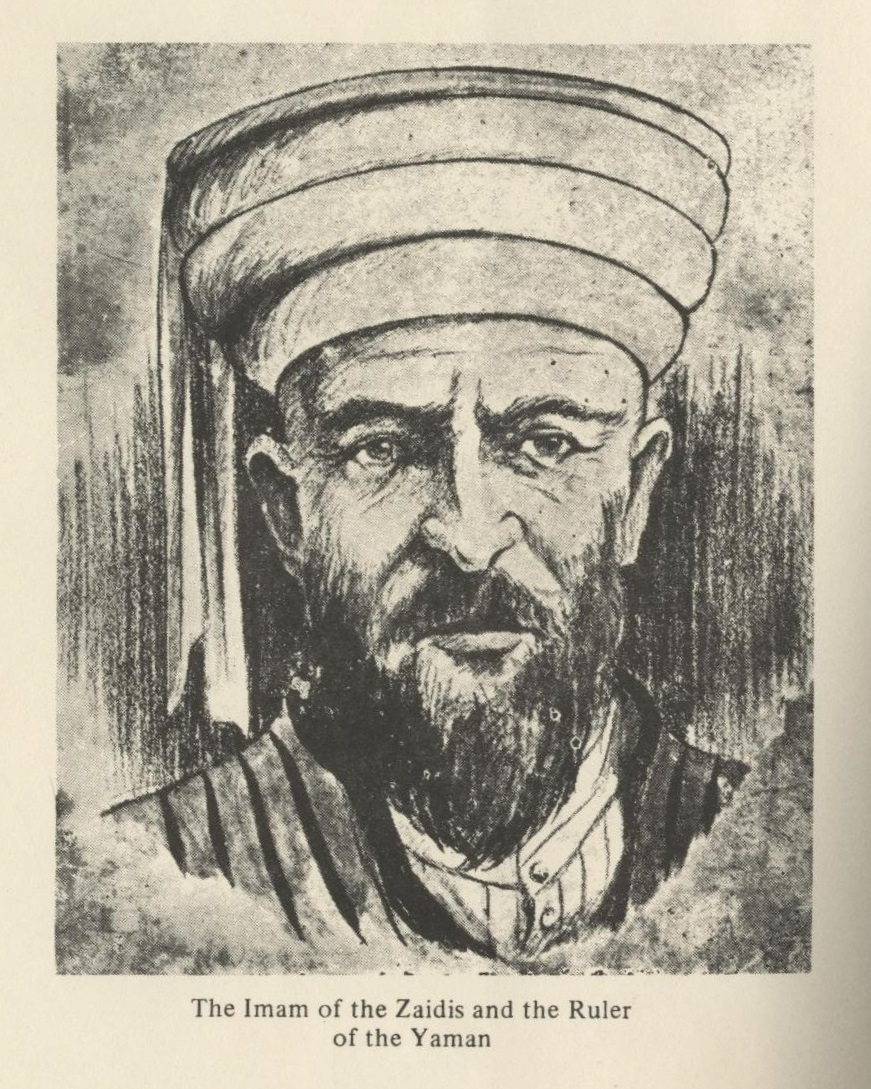
الإمام يحيى حميد الدين إمام اليمن (1904 - 1948)

إلى جانب «الجيش المظفر» تشكل «الجيش الدفاعي» (النظامي) في يناير 1937م، على خلفية تزايد الأطماع الخارجية في الأراضي اليمنية، وعجز «الجيش المظفر» عن التصدي لها بمفرده، وأنيط بعملية تأسيسه إلى الفريق حسن تحسين الفقير  الذي شكله بنفس تشكيل الجيش المظفر، واتبع في تدريبه نظام الدورات كلما تدربت دورة من الأفراد يتم تسريحها بعد ستة أشهر لتعقبها دورة أخرى، وقد أدى هذا النظام إلى تدريب دورات عديدة، إلا أن هذه الفترة الزمنية للتدريب كانت غير كافية لإتقان الجنود التدريبات العسكرية، والمهارات القتالية، والتعليم على مختلف الأسلحة.
بعد أن تمكن الإمام يحيى حميد الدين من تحقيق أهم أهداف دولته وحقق قدرا أكبر من السيطرة على المناطق القبلية وشكل من أبنائها جيشه النظامي الأول، وخاض بهم حملات عسكرية ضد بعضهم وضد كل محاولات التمرد التي واجهتها دولته في مناطق مختلفة من اليمن، تعرض للخطر الإقليمي الآخر (المعروف مسبقا) من الحدود الشمالية والشمالية الغربية للدولة المتمثل في آل سعود الذين ضموا أجزاء من الأراضي اليمنية ممثلة في المخلاف السليماني (نجران وجيزان وعسير)، وكذلك اشتد خطر الأطماع البريطانية على المملكة من الجهة الجنوبية.
عندما وصلت التوترات مع السعودية وقوات الاحتلال البريطاني إلى مستوى الاشتباكات العسكرية التي حدثت على الأطراف عام 1934 في الحرب السعودية اليمنية آنذاك، تبين للإمام يحيى بعد أن خسر الوطن أجزاء عزيزة منه، أن جيشه دون مستوى منازلة الجيوش النظامية المدربة تدريبا جيدا والأفضل عدة وعتادا.
في ضوء نتائج تلك الحرب، ونظرا لتعثر محاولات إصلاح الجيش المظفر، وكذلك ظهور تذمرات في أوساط الضباط، والمستنيرين من دعاة الإصلاح إثر هزيمة الجيش في الحربين، فقد استقر رأي الإمام يحيى على إنشاء جيش جديد وهو «الجيش الدفاعي» النظامي يقوم على الخدمة الإلزامية لكل حاملي السلاح بغض النظر عن المستوى العمري. وإصدار تعليمات ملزمة بذلك. وإلى جانب ذلك إعادة تنظيم الجيش البراني (القبلي)؛ كونه الجيش الأساس الذي اعتمد عليه الأئمة.
اتخذ الجيش الدفاعي شكلا آخر من أشكال التنظيم وهو التنظيم الرباعي لكل مستوياته الهرمية. وكانت الأربعة أفواج هي، تقريبا، قوام كل دور من الأدوار الستة عشر كما تشير سجلات ذلك الجيش. وقد كان الشكل العام للتنظيم الهيكلي للجيش الدفاعي على النحو التالي:
| - أمير الجيش الدفاعي. - وكيل الجيش الدفاعي. | - قادة الطوابير. - قادة السرايا. | - قادة الفصائل. - قادة الجماعات. - الجنود. |

### تحديث الجيش

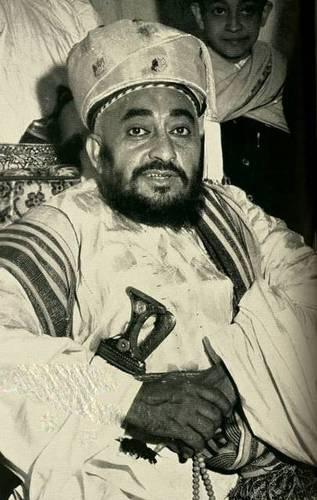
الإمام أحمد بن يحيى آخر أئمة اليمن (1948 - 1962)

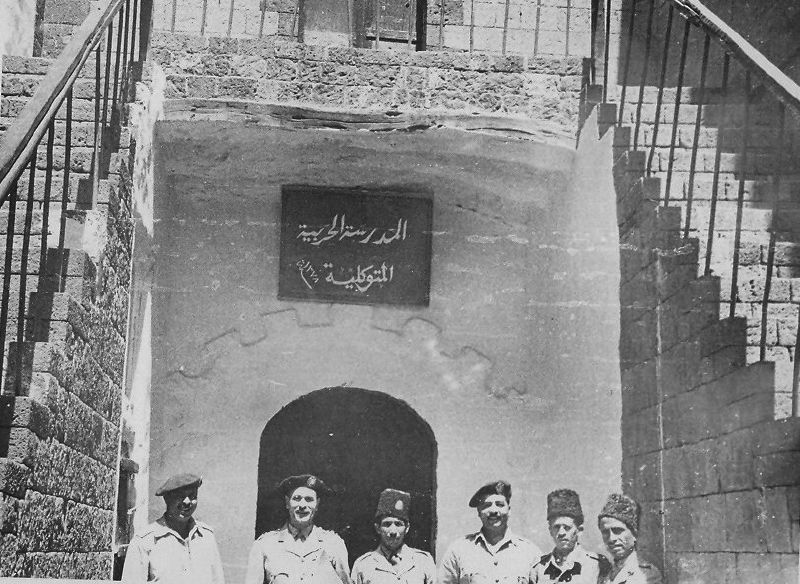
بوابة المدرسة الحربية المتوكلية 1958

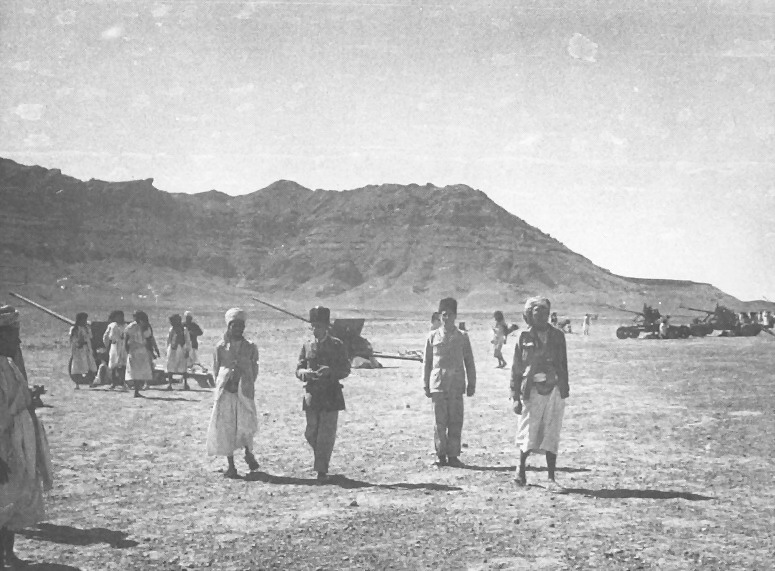
معسكرات تدريب لجيش المملكة المتوكلية اليمنية في صنعاء 1958

بالنظر إلى الضغوط التي مارستها بريطانيا على أميركا ودول الغرب فيما يتعلق بتسليح الجيش اليمني، وفي مقابل الموقف السعودي الذي يدعم الاتجاه الحسني المحافظ، اتجه الإمام محمد البدر حميد الدين إلى تحسين علاقته بالرئيس جمال عبد الناصر وحكومة الثورة في مصر، التي أمدته ببعض الخبراء العسكريين والمدرسين. كما اتجه صوب المعسكر الاشتراكي السابق وعقد مع بعض دوله، وخاصة الاتحاد السوفياتي وتشيكوسلوفاكيا والصين، اتفاقيات تضمنت: تزويد اليمن بالأسلحة وصيانتها وتدريب اليمنيين عليها، وشملت 42 طائرة حربية مختلفة و30 دبابة من طراز تي 34 و50 دبابة من عيار 100 ملم مدافع اقتحام و100 مدفع ميدان و70ناقلة جنود مدرعة و70 سيارة نقل «زل وفورجوٍ».
وقد مثلت تلك الصفقة خطوة كبيرة متقدمة، بل قفزة نوعية في تاريخ الجيش اليمني بالمقارنة مع ما قبلها، فكان لها ما بعدها منذ ذلك التاريخ وحتى قيام ثورة 26 سبتمبر 1962. وقد ترتب على صفقات التسليح خطوات إصلاحية أخرى، أهمها:
1. إعادة فتح الكلية الحربية عام 1957.[25]
2. إنشاء مدرسة الأسلحة في كل من صنعاء وتعز عام 1957.
3. إنشاء كلية الطيران ومدرسة ضباط الصف ومركز تدريب المدفعية والمدرسة الحربية عام 1958.
4. إنشاء كلية الشرطة في تعز عام 1959، وتخرجت الدفعة الأولى منها هناك.
5. استقدام بعثة تدريبية تعليمية من وأخرى عسكرية من الاتحاد السوفيتي وأخرى تعليمية مصرية.
6. تشكيل وحدات جديدة هي:
  1. الجيش الوطني: وتشكلت له إمارة مستقلة أسوة بالجيشين المظفر والدفاعي، وكان أميره هو العقيد محمد حميد.
  2. فوج البدر، وهو أول وحدة مدرعات في الجيش.
  3. أنشأ ولي العهد «البدر» مكتبا خاصا يتبعه مباشرة ومهمته الإشراف والسيطرة المباشرة على إمارات الجيش، وكان ذلك المكتب هو بمثابة المقدمة لتشكيل قيادة عامة للقوات المسلحة التي ظلت تدار بواسطة إمارات الجيوش (المظفر، الدفاعي، الوطني، فوج البدر).

### حجم الجيش قبيل الثورة
مع بداية العقد السادس من القرن العشرين، وبعد تلك الإضافات الكمية والنوعية التي تمت في الجيش خلال المراحل المختلفة لنشوئه، فإن تعداد قوامه البشري قبيل ثورة 26 سبتمبر 1962 قد بلغ حوالي 40,447 فردا من مختلف الرتب، على النحو التالي:
| 1. الجيش المظفر: 22,090 فردا من مختلف المستويات. 2. الجيش الدفاعي: 15,990 فردا من مختلف المستويات. | 1. الجيش الوطني: 13,96 فردا من مختلف المستويات. 2. فوج البدر: 971 فردا من مختلف المستويات. |

### الدور السياسي للعسكريين

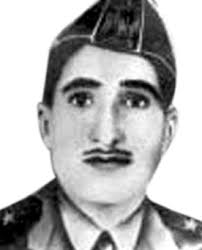
علي عبد المغني أول شهيد في ثورة 26 سبتمبر

شهدت ساحة العمل السياسي (السري) في اليمن نشاطا مناهضا للنظام الإمامي منذ بداية العقد الثالث من القرن العشرين، وشمل ذلك النشاط قوى اجتماعية مختلفة، كان في طليعتها مثقفو المدن، بمن فيهم بعض العسكريين الذين ظلوا يمارسون نشاطهم في إطار الحركة السياسية– الاجتماعية التي حملت على عاتقها عبء الدعوة إلى الإصلاح، ومن ثم بدأت تظهر «المعارضة العسكرية» على نطاق ضيق في أواخر الثلاثينيات من القرن العشرين، على إثر الوعي الوطني الذي بثته البعثتان العسكريتان العائدتان من العراق في أوساط الجيش، والمحاضرات السياسية والثقافية التي كان يلقيها أعضاء البعثة العسكرية العراقية على أفراد الجيش، وكذلك الدور التنويري الذي قام به الرئيس جمال جميل بعد رحيل هذه البعثة عن اليمن، وظل الحس السياسي ينمو لديهم بصورة أفضل مما هي عليه إلى أن بدؤوا يتدخلون في الحياة السياسية بصورة فعلية على مستوى المعارضة المدنية وليس السلطة بعد تأسيس الزبيري للجمعية اليمانية الكبرى عام 1946م/ 1365 هـ، على خلفية تكليف الرئيس جمال جميل في أحد اجتماعات المعارضة بإنشاء الجناح العسكري للثورة، وتوج العسكريون اشتراكهم في الحياة السياسية بالدور الذي قام به هذا الجناح في «ثورة الدستور» عام 1948م/ 1367 هـ، التي أخفقت بعد حوالى خمسة وعشرين يوماً من اندلاعها.
ولم يثنِ إخفاق هذه الثورة بعض ضباط الجيش عن الاستمرار في المعارضة السياسية للنظام الحاكم، بل إنهم تحمسوا أكثر بعد اندلاع الثورة المصرية عام 1952م، حيث كانت هناك محاولات للتخلص من الإمام أحمد منها «انقلاب 1955م»، و«محاولة اغتيال الإمام أحمد 1961م»، وفي مقابل ذلك سعى الإمام أحمد إلى تضييق الخناق على بعض ضباط الجيش من خلال تشتيتهم على المواقع المختلفة وبصورة مفاجئة، وبث جواسيسه في أوساطهم لكشفهم.
توج الجيش دوره السياسي عندما انتظمت مجموعة من ضباطه في تنظيم سمي بـ«تنظيم الضباط الأحرار» الذي أينع ثمرة حركة المعارضة بكل قواها المدنية والعسكرية في النضال، عندما فجر ثورة 26 سبتمبر 1962م التي أطاحت بالنظام الإمامي، وإعلان قيام الجمهورية العربية اليمنية وبهذا كان للجيش الريادة في حركة التغيير السياسي في اليمن في القرن العشرين.
يأتي نجاح تنظيم الضباط الأحرار في تفجير الثورة وإسقاط النظام الإمامي إلى استفادتهم من أسباب النكبات التي مُنيت بها حركة المعارضة بين عامي 1948 - 1961م، وتنسيق علاقاتهم مع مختلف قوى المعارضة مدنية وعسكرية، والسرية التي اتسم بها تنظيم الضباط، وكذلك الظروف التي كانت تعيشها المملكة المتوكلية اليمنية إبان تلك الفترة، والمتمثلة في تدهور صحة الإمام أحمد، والصراع على العرش بين ولي العهد محمد البدر وعمه سيف الإسلام الحسن، وتعميق الضباط وغيرهم من قوى المعارضة لهوة هذا الخلاف، وزاد من نجاح تنظيم الضباط الأحرار في تفجير الثورة الدعم الخارجي المؤيد لعملية التغيير السياسي في اليمن.
مع نهاية العام الأول من ستينات القرن العشرين، كان العسكريون قد نهجوا نهجا آخر في نشاطهم المضاد للنظام الإمامي، حيث أنشأ البعض من صغار ومتوسطي الضباط تنظيما سياسيا- عسكريا خاصا هو «تنظيم الضباط الأحرار» وأصبح دورهم أساسيا، وحاجة القوى الوطنية إليهم ملحة فيما يتعلق بإنجاز الأهداف الرئيسة لقوى المعارضة.

### العسكريون والحكم
كان تنظيم الضباط الأحرار، قد اقتصر في عضويته على صغار ومتوسطي الضباط، وكان التنظيم في ما يتعلق بمسألة الحكم، كما يقول بعض قادته (مقتنعا تمام الاقتناع) بعدم تحمل المسؤولية السياسية الجسيمة في الحكم، تاركا تلك المسؤوليات السياسية للآباء من العسكريين والمدنيين الذين سبق لهم أن خاضوا تجارب سياسية كثيرة، على أن تسير الأمور وفقا لأهداف الثورة الستة التي أعدها التنظيم، وعلى أن يمثل التنظيم في «مجلس قيادة الثورة» شخصان من اللجنة القيادية هما الرئيس النقيب عبد اللطيف ضيف الله والملازم علي عبد المغني، وبقية عناصر التنظيم تتفرغ لبناء الجيش الوطني القادر على حراسة البلاد وحماية الثورة ومكاسبها. ويعلل الضباط السبتمبريون  ذلك بقولهم: 
| ” | إن الثورية التي تمنح أصحابها حق الاستبداد بالحكم دون فسح المجال للخبرات والكفاءات الوطنية لا تعتبر ثورية وإنما انتهازية . | “ |

## نشأة وتطور الجيش

### جنوب وشرق اليمن

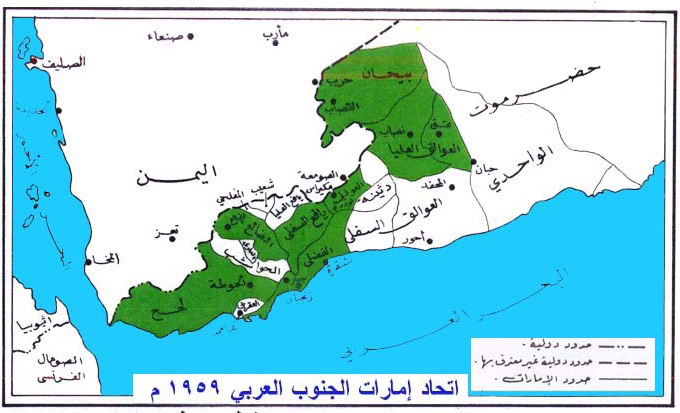
اتحاد إمارات الجنوب العربي عام 1959

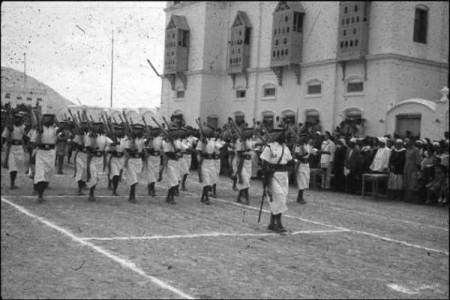
عرض عسكري لجيش البادية الحضرمي

في الشطر الجنوبي والشرقي من اليمن لم يتقرر إنشاء أول تشكيل عسكري نظامي، في ظل الاحتلال البريطاني، إلا عام 1918م أي بعد مضي 79 عاماً على الاحتلال؛ تم إنشاء جيش محلي تحت مسمى «الكتيبة اليمنية الأولى» إلى جانب قوات الاحتلال البريطانية، تم تعيين القائد العسكري البريطاني الكولونيل نيل ليك قائداً للكتيبة اليمنية الأولى، وتكونت من أربعمائة جندي وصف ضابط وضابط، ينتمون إلى جنوب اليمن وشماله. وبلغ عدد الضباط اليمنيون فيها ثلاثة عشر ضابطاً، ونسبة الجنود الشماليين إلى الجنوبيين 4:1 منذ إنشائها وحتى تسريحها من الخدمة عام 1925م، وذلك عقب قيام جنود مرتب جزيرة ميون من الكتيبة بقتل اللفتنانت لورانس عام 1923 حين علموا بالنوايا العدوانية الاستعمارية ضد الدولة اليمنية حديثة التكوين في الشطر الشمالي «المملكة المتوكلية اليمنية»، وغادر الجنود اليمنيون الجزيرة عقب عملية الاغتيال إلى منطقة الشيخ سعيد في باب المندب ومنها إلى شمال اليمن، الأمر الذي جعل البريطانيين يعيدون حساباتهم في ما يتعلق بإخلاص الجنود اليمنيين لسلطات الاحتلال. في نفس الوقت الذي كان فيه إعداد «الجيش المظفر» في شمال اليمن ما يزال قائماً منذ 1919، قامت السلطات البريطانية عام 1928 بإنشاء عدد من القوات النظامية المحلية في أكثر من منطقة من مناطق الجنوب هي:
1. جيش محمية عدن ” جيش الليوي”.
2. البوليس المسلح في مستعمرة عدن “ِِAram police”.
3. الحرس القبلي”T.g”.
4. الحرس الحكومي”G.G”.
5. الجيش النظامي اللحجي[ ؟ ].
6. جيش المكلا النظامي.
7. الشرطة القعيطية المسلحة.
8. قوة السلطنة الكثيرية.
9. جيش البادية الحضرمي.
10. بعض التشكيلات العسكرية الصغيرة في المحميات الشرقية.

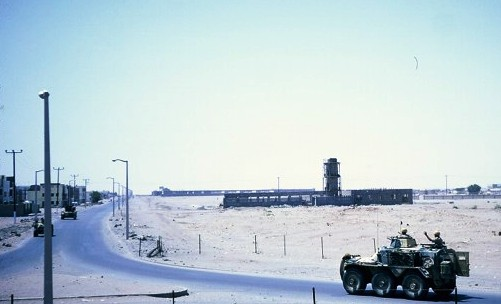
دورية بريطانية في الطرق الواصل بين والشيخ عثمان في عدن عام 1966

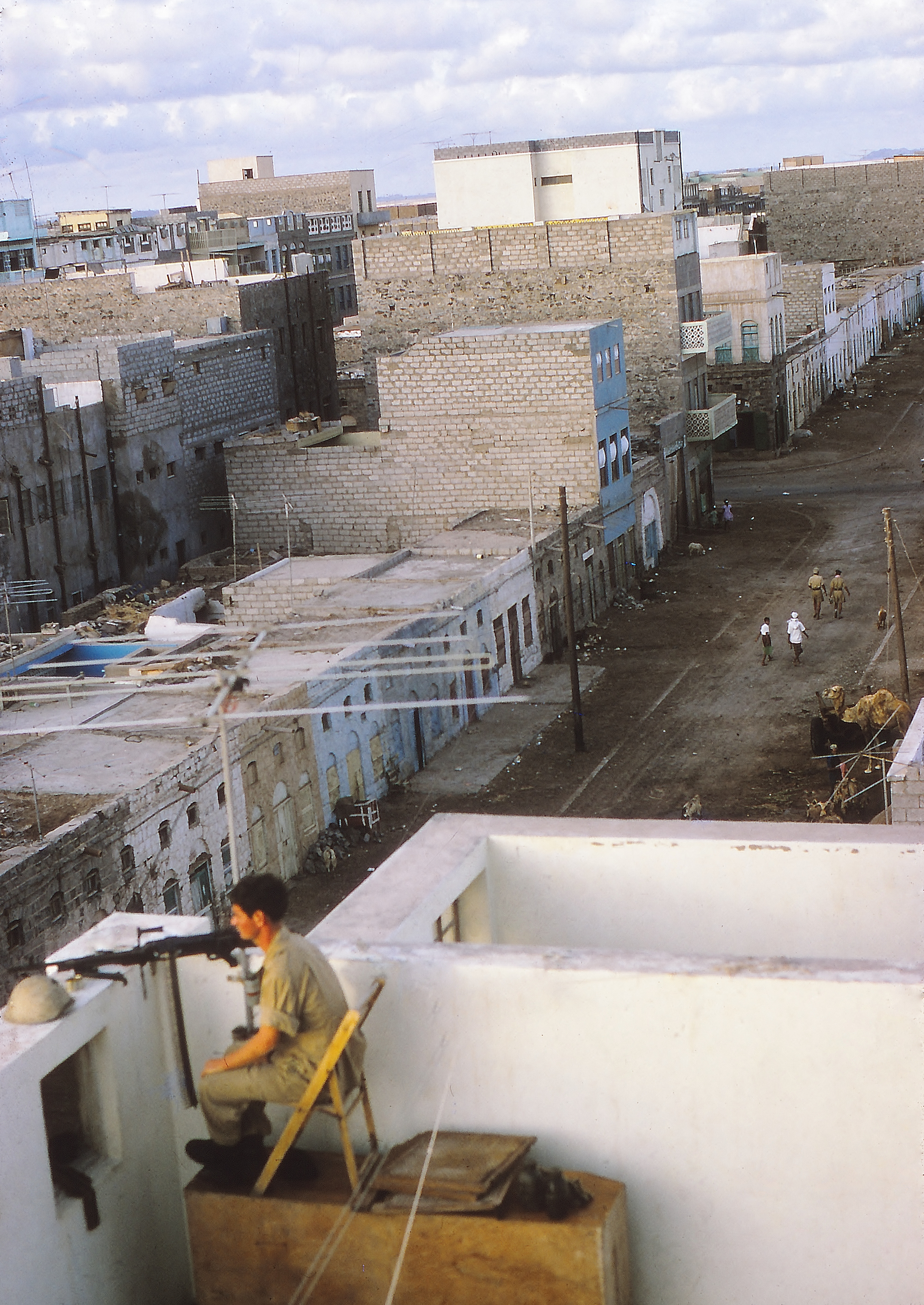
عدن, الشيخ عثمان 1967

ترتب على قيام ما سمي يومها باتحاد إمارات الجنوب العربي" في فبراير 1959 أن تحول اسم جيش محمية عدن "الليوي" إلى «جيش الاتحاد النظامي»، ومن ثم إلى «جيش الجنوب العربي» وفي المحميات الشرقية (حضرموت) جيش البادية الحضرمي. وبناءً على ما تعهدت به بريطانيا، تشكلت للجيش الاتحادي قيادته اليمنية، وكوادره من الضباط والصف. وفي عام 1962 صدر قانون تعريب قيادة الجيش الاتحادي من الجماعة وحتى الكتيبة فقط، مع وجود المستشارين العسكريين البريطانيين بالطبع. وتحولت تبعية ذلك الجيش، شكلياً، إلى وزارة الدفاع في حكومة الاتحاد، مع أن الواقع كان يقول يومها بأنه وقيادته تابعون حقيقةً لوزارة الدفاع البريطانية، من خلال ممثلها المباشر الحاكم العام في عدن. كما أن ميزانيته قد ظلت حتى عام 1964 تصرف من وزارة الدفاع في لندن، وحتى حين تحولت الميزانية إلى حكومة الاتحاد فإن مصدرها كان الحكومة البريطانية. وقد ارتفع عدد الضباط اليمنيين، بناءً على ذلك إلى "149" ضابطٍ مقابل "77" ضابطٍ بريطاني، كخطوة على طريق إحلال الضباط اليمنيين الجنوبيين كليةً محل الإنجليز بناء على ما تضمنه القانون الجديد، وذلك في أمد أقصاه عام 1967م. وقد أوصى المجلس الأعلى للاتحاد في مذكرة بتاريخ 15 مارس 1965 بمنع التحاق أبناء شمال اليمن بجيش الجنوب العربي، وتجميد أوضاع بعض من سبق لهم الانتساب إليه، والإحالة على التقاعد للبعض الآخر، وعدم ترقية من يبقى في الجيش. وقد وصلت الميزانية العسكرية في العام المالي 1964 - 1965 إلى أربعة ملايين دينار، وتم تزويد كتائب جيش الاتحاد النظامي في وقت لاحق ببعض المضادات الجوية، أما أسلحة التدعيم فكانت تؤمنها القوات البريطانية.
قبيل موعد الاستقلال قررت الحكومة البريطاني بحسب توصية لجنة فينر إنشاء قوات جديدة ضمن قوام الجيش أهمها سلاحا الطيران والبحرية والمدفعية، وقد تعاقدت وزارة الدفاع في حكومة الجنوب العربي مع شركة أيروك سرفيس لمتد في لندن بتاريخ 27 سبتمبر 1967 على تزويد جيش الجنوب العربي بعدد من الطائرات الحربية.
وفي 28 مارس 1967 قرر المجلس الأعلى للاتحاد دمج «الحرس الاتحادي الأول» بـ «جيش الاتحاد النظامي» ليتشكل منهما ما عرف بـ «جيش الجنوب العربي» فيما جرى دمج الحرس الاتحادي الثاني بقوى الأمن ليتكون منهما «الشرطة الاتحادية»، ابتداء من 1 يونيو 1967م. وتضمن القرار أن تكون التسميات الرسمية الجديدة بالنسبة للقوات المسلحة على النحو الآتي (جيش الجنوب العربي - سلاح طيران الجنوب العربي - بحرية الجنوب العربي).

#### التحرر من الاستعمار
تكررت المواقف الوطنية للجيش والقوى الأمنية الجنوبية في أكثر من موقف أبرزها انحياز جيش الليوي إلى جانب الجماهير الغاضبة في عدن في الصراع الذي حدث بين المواطنين اليمنيين واليهود عام 1947م، أي قبيل قيام الكيان الصهيوني في فلسطين بعام واحد، حينما بدأت خيوط المؤامرة الصهيونية العالمية تتضح، فقد زج المستعمرون البريطانيون بجيش الليوي ليقوم بفض الاشتباكات بعد فشل قوات الأمن، ولكن جنود وضباط الجيش انحازوا للشعب حينما تلقوا الأوامر بإطلاق النار على المواطنين اليمنيين، ووجهوا بنادقهم، صوب المستعمرين.
ثم كان للجيش ذلك الموقف المشرف حين احتل الثوار مدينة عدن لمدة أربعة عشر يوما (20 يونيو -4 يوليو 1967) عقب تمرد قوات الشرطة في معسكر البوليس المسلح بعد الاستقلال، حيث ظهر انحياز منتسبيه إلى جانب الثورة والفدائيين، فامتد التمرد إلى ثلاثة معسكرات أخرى هي: معسكر ليك (لاحقاً، معسكر الشهيد عبد القوي)، معسكر شامبيون (لاحقاً، معسكر النصر) و«معسكر الشعب» في مدينة الاتحاد.
الأمر الذي اضطر سلطات الاحتلال إلى جلب المزيد من القوات البريطانية لاقتحام المدينة ولكنها فشلت رغم تكرار المحاولة، ولم تتمكن من دخولها إلا بعد أن أخلاها الفدائيون في 4 يوليو 1967، ليتوج الجيش مواقفه بعد ذلك بانحيازه الكامل والعلني لقيادة ثورة 14 أكتوبر المسلحة، ويحسم الصراع على السلطة الذي كان دمويا بين مناضلي الجبهتين الجبهة القومية للتحرير وجبهة تحرير جنوب اليمن المحتل، ثم تحقيق الهدف الأسمى وهو انتزاع الاستقلال في 30 نوفمبر 1967.
ورث النظام الماركسي مؤسسة جيش محترف أشرفت على إعداده وتدريبه جيدا السلطة الاستعمارية البريطانية التي حكمت الجنوب حتى نجاح ثورة 14 أكتوبر عام 1967. ورغم ذلك نجح الماركسيون في إحكام السيطرة على الجيش، خاصة بعد إبعاد كبار الضباط القدامى والعناصر غير الموالية، وتمكنوا من بناء جيش قوي بمساعدة الاتحاد السوفيتي السابق حتى صار أقوى جيش في المنطقة، وتمكن من تحقيق انتصارات في المعارك الحدودية التي جرت بين دولتي اليمن عام 1972 وفي حرب 1979 اليمنية.
لكن هذا الجيش أصابته لعنة الخلافات داخل الحزب الحاكم في عدن وتنافس قياداته على السلطة، فعرف انشقاقات خطيرة بدأت عام 1978 بالانقلاب على الرئيس السابق سالم ربيع علي،  وتكررت بعد أشهر قليلة من النجاحات العسكرية التي حققها في الحرب الحدودية مع الشمال عام 1979، حتى حدث الانفجار الكبير داخل الحزب الحاكم في عدن عام 1986 ، وأصاب الجيش نفسه الذي انقسم بين المتقاتلين، ونزح الآلاف من كوادره إلى الشمال بعد هزيمتهم في المعارك، والتحقوا بعد ذلك بصفوف القوات الموالية للرئيس السابق علي عبد الله صالح، وساندوا جيش الوحدة في الحرب ضد رفاقهم السابقين عام 1994 في الحرب على الانفصاليين. وفي طليعة هؤلاء برزت مجموعة من ألمع الضباط، مثل رئيس الجمهورية المشير عبد ربه منصور هادي الذي أصبح وزير الدفاع آنذاك، ورئيس الأركان السابق اللواء عبد الله عليوة، واللواء سالم قطن الذي اغتاله مسلح قاعدي. كان تفكك وانهيار جيش الحزب الاشتراكي الحاكم في عدن حتميا مع هزيمته في حرب 1994 المعروفة باسم حرب الدفاع عن الوحدة، فقد نزح كثيرون إلى خارج اليمن، وترك آخرون الخدمة أو أحيلوا إلى التقاعد، وتم إدماج البقية في الجيش المنتصر، وتوحد الجيشان اليمنيان للمرة الأولى ولكن تحت قيادة ذات لون سياسي واحد، وهيمنة أغلبية قبلية أو مناطقية تدين بالولاء للرئيس صالح. ومن صفوف هؤلاء وأولئك العسكريين الجنوبين المسرحين والمتقاعدين والمنقطعين، ظهرت عام 2007 جماعات الحراك الجنوبي احتجاجا على سوء أوضاعهم المعيشية، رافعين شعار القضية الجنوبية، ومطالبين بالانفصال وإعادة دولتهم السابقة قبل الوحدة اليمنية.

### شمال اليمن

#### جيش الثورة

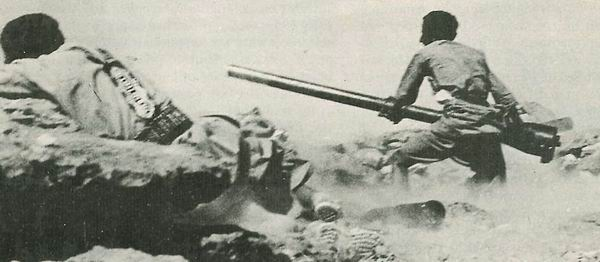
القتال خلال ثورة 26 سبتمبر اليمنية

جنود مؤيدون للجمهوريين شاركوا في معارك نقيل يسلح أثناء حصار صنعاء.

في الشمال اليمني كان مسار التطور التاريخي للجيش مختلفا إلى حد كبير عما حدث في الجنوب، فقد ورث الحكم الجمهوري الذي استولى على السلطة في ثورة 26 سبتمبر 1962 هياكل اسمية للدولة وأجهزتها، وكان الجيش إحدى تلك المسميات الهشة ، ثم عملت أحداث الحرب الأهلية بين الملكيين والجمهوريين (1962-1970) على إبطاء عملية بنائه بطريقة صحيحة، وظل محكوما بقوى النفوذ القبلي والعسكري ومخترقا من أكثر من جهة حزبية، الأمر الذي جعله يفتقد وحدة القيادة ووحدة العقيدة القتالية، على العكس مما كان موجودا في الجنوب.
انعكست حالة عدم الاستقرار السياسي والتنازع على السلطة على الجيش، خاصة بعد اغتيال الرئيس السابق إبراهيم الحمدي في 1974، وتمرد قطاعات مهمة منه أهمها قوات العمالقة ضد الرئيس السابق أحمد الغشمي، وصولا إلى الانقلاب الناصري العسكري في أكتوبر 1978 والذي رغم فشله فإنه زاد من حالة الانقسام والتدهور في الجيش، حتى وصل إلى أسوأ مراحله في حرب 1979 اليمنية مع الماركسيين في الجنوب، عندما انكشف ضعفه وسوء أوضاعه، وعجزه عن الدفاع عن أراضيه.
من المفارقات المثيرة أن حرب 1979 اليمنية كانت حدا فاصلا في تاريخ جيشي اليمن فيما يتعلق بمراحل القوة والضعف، فالجيش في الجنوب بدأ يعاني في ثمانينيات القرن الماضي من مرحلة تدهور في وحدته وجاهزيته القتالية بسبب تصاعد الصراعات الدامية داخل الحزب الاشتراكي الحاكم في عدن.
منذ قيام ثورة 26 سبتمبر تعددت أشكال مشاركة الجيش في الحياة السياسية فقد كان تنظيم الضباط الأحرار هو من قام بالثورة، وأوصل أحد كبار ضباط الجيش "المشير عبد الله السلال إلى السلطة، وظل - إلى جانب الجيش المصري الموجود في اليمن - يدعم نظام حكمه حتى تم إقصاؤه بانقلاب نوفمبر 1967م.

#### فترة السلال

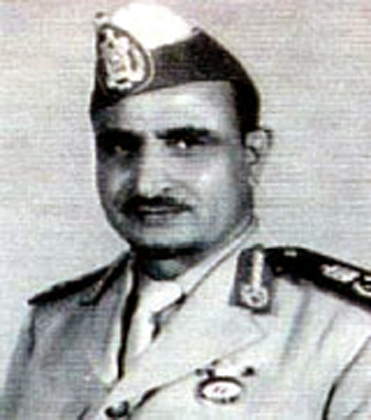
عبد الله السلال أول رئيس للجمهورية العربية اليمنية (سبتمبر 1962 - نوفمبر - 1967)

كتيبة دبابات تي-34 تابعة للجمهوريين (1967)

كان الهدف الثاني من أهداف الثورة السبتمبرية «بناء جيش وطني قوي لحماية البلاد وحراسة الثورة ومكاسبها» من أهم أهداف الثورة. لم يكن هناك ثمة مجال للعمل على إعادة تنظيم «الجيش المظفر» و«الجيش الدفاعي» فأوضاعها كانت تعاني من تدهور إداري وعسكري لا تسمح له بخوص حرب تقودها وتمولها وتعد لها قوى إقليمية ودولية بإمكانيات حديثة وأسلوب معاصر جمع بين الحرب النظامية وحرب العصابات، فاضطرت القيادة الثورية للزج بهما في المعارك بكل تشكيلاتها منذ بداية الثورة والعمل على إنشاء الجيش اليمني الحديث القادر على مواجهة الأعداء بكفاءة واقتدار بالأدوات والأساليب القتالية المعاصرة.
فُتحت أبواب التجنيد[ ؟ ] العام للتطوع في القوات المسلحة في كل المحافظات، وفُتحت لذلك الغرض معسكرات الاستقبال ومراكز التدريب، وبوشر إعداد النواة الأولى للجيش الثوري المعاصر بشكل ومضمون ثوريين معاصرين.
لعب المصريون في عملية بناء الجيش الوطني الحديث دورا مشهودا، سواء من خلال إحضار الكوادر المتخصصة المتمثلة في «هيئة الخبراء العرب» للمشاركة الفعالة في إعداد وبناء الجيش اليمني في الداخل، أو من خلال فتح أبواب الكليات[ ؟ ] والمعاهد ومراكز التدريب وهيئات التخصص العسكرية في الجمهورية العربية المتحدة لمنتسبي القوات المسلحة الثورية الجديدة، حيث تم تدريب وإعداد أربعة ألوية مشاة كاملة التشكيل في معسكرات وهيئات الجيش المصري، وهي كالتالي (لواء الثورة - الكتيبة الأولى من لواء النصر - لواء الوحدة - لواء العروبة)
مع حلول منتصف مارس 1966، بعد أن عاد من ميادين التدريب في الجمهورية العربية المتحدة آخر لواء مشاة تم إرساله إلى هناك، ونعني به «لواء العروبة»، فإنه قد كانت في الميدان النواة الأولى للجيش اليمني الثوري المعاصر.
وفي ظل الاضطرابات والفوضى التي شهدتها العديد من ميادين القتال، بسبب غياب القيادة العسكرية الموحدة، فإن الخطوة الأولى لقيادة الثورة قد تمثلت في تشكيل قيادة موحدة للجيش تمثلت في «هيئة أركان حرب القوات المسلحة ورئاستها»، فتم إنشاء الهيئات القيادية التالية:
1. هيئة العمليات الحربية برئاسة النقيب عبد اللطيف ضيف الله وزير الداخلية.
2. هيئة إدارة الجيش.
3. هيئة الإمداد والتموين.
4. هيئة التسليح العسكري العام.

قد كانت هيئة العمليات الحربية هي أعلى سلطة عسكرية، بعد القائد الأعلى للقوات المسلحة عبد الله السلال، بعد الثورة، وقد كانت من أولى إجراءات القيادة، إعادة فتح الكلية الحربية وكلية الشرطة، وافتتاح معهد عسكري في مدينة تعز هو المركز الحربي الذي تولى تأهيل الضباط في مختلف التخصصات، بخبرات سوفياتية في الغالب.
من أول ما قامت به الهيئة، صاغت تنظيما جديدا لقيادة القوات المسلحة، كان على رأسه القائد العام للقوات المسلحة، يليه رئيس هيئة أركان حرب القوات المسلحة والفروع التابعة له. وقد تم إعداد الهيكل التنظيمي العام للقيادة العامة للقوات المسلحة ورئاسة الأركان، والهياكل التنظيمية للفروع، وتحديد مهامها وواجباتها، وتعيين قياداتها. وتم تعيين المقدم «حمود بيدر» رئيسا لأركان حرب القوات المسلحة. وكان قد عُيِن في هذا المنصب من قبله، لفترة زمنية قصيرة، العميد «أحمد الآنسي». أما القائد العام للقوات المسلحة فقد كان العميد عبد الله السلال.
ثم تقرر إعادة تنظيم القوات المسلحة لتكون على النحو التالي (سلاح المشاة ويضم كل ألوية المشاة - سلاح المدفعية - سلاح المدرعات - سلاح الطيران - سلاح البحرية - سلاح المهندسين - سلاح الإشارة) واستمر البناء العسكري في إطار هذه التشكيلات في الجمهورية الأولى حتى بداية العام 1967، حيث تم تشكيل لواء جديد أطلق عليه حينها اسم «اللواء العشرين حرس جمهوري»، وتعين لقيادته المقدم طاهر الشهاري.
أطيح بالسلال في انقلاب قام به ضباط الصاعقة والمظلات في 5 نوفمبر 1967، عُرف ب«حركة 5 نوفمبر»، وذلك أثناء زيارته للعراق حيث كانت الحرب الأهلية بين الجانب الملكي والجانب الجمهوري لا زالت قائمة، وتشكل مجلس رئاسي من ثلاثة أمناء هم عبد الرحمن الإرياني ومحمد علي عثمان وأحمد محمد نعمان وتشكلت حكومة برئاسة محسن العيني.

#### فترة الإرياني

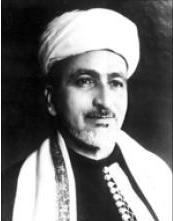
عبد الرحمن الأرياني ثاني رئيس للجمهورية العربية اليمنية

بعد انقلاب 5 نوفمبر 1967 على الرئيس عبد الله السلال وصعود الرئيس عبد الرحمن الأرياني، غلب الطابع المدني مع سمات النظام البرلماني على الطابع العسكري وتراجع نسبياً دور الجيش في الحياة السياسية، وأجريت العديد من التعديلات والاستحداثات في الجيش فتغيرت تسمية «اللواء العشرين حرس جمهوري» إلى اللواء العاشر مشاة، وفي نفس الوقت، تم إنشاء القوات الجوية اليمنية، وكان للاتحاد السوفيتي دور مشهود في سرعة تزويد هذه القوة الجديدة بعدد من الطائرات المقاتلة والقاذفة والنقل والطائرات المروحية، كما تم تزويد القوات البحرية بعدد من القطع البحرية متعددة الأنواع والأغراض لتتولى حماية المياه الإقليمية والسواحل اليمنية. تبع ذلك، عقب انتصار القوى الجمهورية، وحصار القوى الملكية لصنعاء الشهير بحصار السبعين، تشكيل لواء العاصفة في منطقة السخنة في الحديدة بقيادة العقيد علي سيف الخولاني، وتم نقله إلى صنعاء في أوائل 1968. وتشكلت وحدات عسكرية جديدة هي لواء العمالقة ولواء المغاوير ولواء الاحتياط ولواء أمن القيادة.
دخل العسكريون طرفاً في معارك السياسة ابتداء من الصراع حول إنشاء المجلس الوطني، حيث قدمت القوات المسلحة ما عرف بقرارات تصحيح للقوات المسلحة في 1971، والذي شكل بداية انقسام حقيقي في السلطة  وبشكل خاص الخلاف بين مجلس الشورى الذي يسيطر عليه كبار شيوخ القبائل ب93 مقعداً من أصل 159 مقعد، مثلت القرارات رد فعل المؤسسة العسكرية تجاه الوضع السياسي والاقتصادي السائد في مطلع السبعينيات الذي أتسم بالفساد وانتشار الرشوة وهيمنة القبيلة على مؤسسات الدولة، وطالب ضباط التصحيح بإيقاف الأموال التي تقدمها الدولة لمشايخ القبائل، وتنقية مجلس الشورى من العناصر التي تسللت إليه، في أغسطس 1971 استقالت الحكومة وبرر رئيس الوزراء أحمد محمد نعمان استقالة الحكومة لعدم قدرتها على الوفاء بالتزاماتها بسبب استنزاف شيوخ القبائل لميزانية الدولة 
أعلنت إذاعة عدن في 22 فبراير 1972 عن مقتل 65 من شيوخ القبائل الشمالية، وقيل إن حكومة عدن جمعتهم في خيمة ثم نسفت الخيمة بمن فيها. أدت لاندلاع معارك قصيرة في أكتوبر عام 1972 بين البلدين الجمهورية العربية اليمنية «في الشمال» وجمهورية اليمن الديمقراطية الشعبية «في الجنوب»، توقفت باتفاق القاهرة في 28 أكتوبر من نفس العام  واتفقوا على عدة خطوات تأسيسية للوحدة، في ديسمبر 1972 استقالت حكومة محسن العيني بسبب مطالبه التي لم يستجاب لها وهي حل مجلس الشورى الذي يهيمن عليه المشايخ وحل مصلحة شؤون القبائل ووقف ميزانية المشايخ. أما شيوخ القبائل فقد حملوا المجلس الجمهوري ورئيسة القاضي عبد الرحمن الإرياني مسؤولية ما آلت إليه أوضاع البلاد.
كانت الأجواء السياسية في صنعاء 1973 شديدة التوتر، وقد وقف عدد من العسكريين إلى جانب شيوخ قبائل ضد رئيس المجلس الجمهوري القاضي عبد الرحمن الأرياني وقد أجبر على تقديم استقالته في 13 يونيو 1974 إلى رئيس مجلس الشورى عبد الله بن حسين الأحمر الذي أحالها مرفقة باستقالته إلى القوات المسلحة، وتولى السلطة مجلس عسكري مكون من سبعة عقداء برئاسة المقدم إبراهيم الحمدي.

#### فترة الحمدي

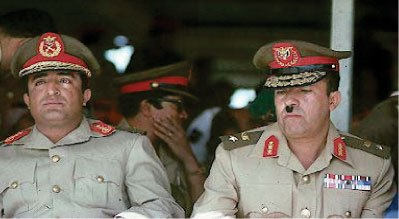
إبراهيم محمد الحمدي (يسار) ثالث رئيس للجمهورية العربية اليمنية مع أحمد الغشمي الذي تولى رئاسة البلاد عقب اغتيال الحمدي

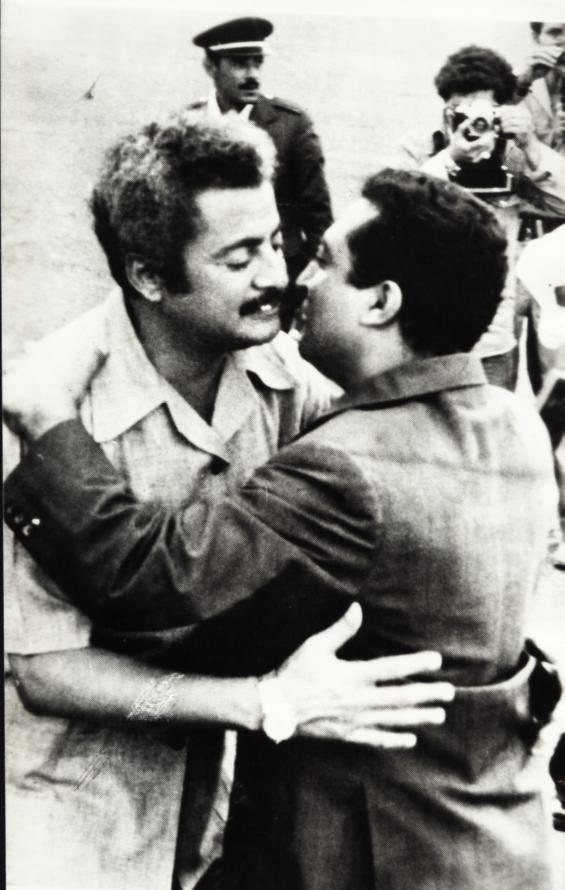
الرئيسين إبراهيم الحمدي وسالم ربيَّع علي (سالمين) رئيس اليمن الجنوبي

قاد إبراهيم محمد الحمدي انقلاب أبيض سمي ب«حركة 13 يونيو التصحيحية» لينهي حكم الرئيس عبد الرحمن الأرياني والذي كان الرئيس المدني الوحيد من حكام اليمن  وصعد المقدم إبراهيم الحمدي للحكم برئاسة مجلس قيادة البلاد وكان الحمدي ناصري الميول، ومنذ ذلك الوقت اتسع الدور الذي يلعبه الجيش في النظام السياسي والحياة العامة، وعاد تدخل الجيش في الحياة السياسية بل وكان الحكم العسكري هو سمة النظام السياسي. بحكم أن الغشمي كان أحد مدبري الانقلاب ومن المقربين من إبراهيم الحمدي حينها، عُين الغشمي مشيرا في القوات المسلحة فقام هو بدوره بتعيين علي عبد الله صالح حاكماً عسكرياً على تعز برتبة رائد.
بدأ الحمدي بالتقليل من دور مشايخ القبائل في الجيش والدولة وألغى وزارة شئون القبائل باعتبارها معوقاً للتنمية الاقتصادية والاجتماعية، وتحولت إلى إدارة خاصة تحت مسمى «الإدارة المحلية» تقدم الاستشارة  وقام بتجميد العمل بالدستور وحل مجلس الشورى، وفي 27 يوليو 1975 الذي أطلق عليه «يوم الجيش» أصدر قرارات بإبعاد العديد من شيوخ القبائل من قيادة المؤسسة العسكرية وأجرى إعادة تنظيم[ ؟ ] واسعة للقوات المسلحة، فاستبدل الحمدي العديد من القادة العسكريين خاصة ممن يحملون صفة «شيخ قبلي»، بقادة موالين لتوجه الحركة التصحيحية التي يقودها الرئيس الجديد الحمدي، وأعاد بناء القوات المسلحة بشكل جديد حيث تم دمج العديد من الوحدات لتتشكل القوات المسلحة من أربع قوى رئيسة على النحو التالي:
1. قوات العمالقة: تشكلت من دمج لواء العمالقة والوحدات النظامية، كقوة عسكرية ضاربة في محافظة ذمار مهمتها تأمين حماية النظام وجعل على رأسها شقيقه عبد الله الحمدي.
2. قوات الاحتياط العام: تشكلت من دمج لواء العاصفة ولواء الاحتياط.
3. قوات المظلات: تشكلت من سلاح الصاعقة وسلاح المظلات ولواء المغاوير.
4. قوات الشرطة العسكرية: تشكلت من سلاح الشرطة العسكرية وأمن القيادة.

شكل محسن العيني الحكومة الجديدة، ولكن لم تكن لديها الصلاحيات للقيام بالإنجاز الحقيقي في ظل حكم المجلس العسكري واعتراضاً على استمرار ذلك الحكم ترك أحمد دهمش وزير الإعلام رسالة للحمدي وزعت للناس محذراً من المستقبل المظلم وترك الوزارة وفر إلى خولان، بعد ذلك شكلت لجنة قامت خلال 3 أشهر بوضع برنامج مدني متكامل ضمت مئات الشخصيات من الجامعيون والمثقفون وقدمت للرئيس الحمدي لكنه اعترض على شخصيات ضمت في البرنامج ولم يقبلها.
تقارب الحمدي مع النظام الاشتراكي في جنوب اليمن، وفي خطوات السير نحو الوحدة، عقدت «اتفاقية قعطبة» في فبراير 1977 نصت على تشكيل مجلس من الرئيسين إبراهيم الحمدي وسالم ربيع علي لبحث ومتابعة كافّة القضايا الحدودية التي تهم الشعب اليمني الواحد وتنسيق الجهود في كافة المجالات بما في ذلك السياسة الخارجية، لم يكمل الحمدي ما بدأه واغتيل مع شقيقه عبد الله الحمدي قائد قوات العمالقة في 11 أكتوبر1977 بعد 3 أعوام من رئاسته للبلاد، وصعد بعده أحمد الغشمي  والذي اغتيل أيضاً في أقل من عام من وصولة للرئاسة.

#### فترة الغشمي

أحمد حسين الغشمي رابع رئيس للجمهورية العربية (أكتوبر 1977 - يونيو 1978)

تولى الغشمي رئاسة الجمهورية العربية اليمنية عقب اغتيال الحمدي ولم تمض ثمانية شهور حتى اُغتيل الرئيس الجديد في 24 يونيو 1978 بحقيبة مفخخة لا يُعرف مصدرها على وجه التحديد إلا أن تكهنات تشير بضلوع جمهورية اليمن الديمقراطية الشعبية في الحادث انتقاماً للحمدي والذي كان متوافقا مع رؤيتهم لحد كبير 
بعد مقتل الغشمي تولى عبد الكريم العرشي رئاسة الجمهورية مؤقتا ولم تكن القيادات العسكرية واثقة في علي عبد الله صالح، فتاريخه العلمي والعسكري ضئيل للغاية ويقول سنان أبو لحوم شيخ مشايخ بكيل أن علي عبد الله صالح تمكن من إقناع القيادات القبلية بقدرته على الرئاسة وتم له ما أراد في 17 يوليو عام 1978  وسبب دعم القوى القبلية له يعود لإيمانها أن انعدام خبرة صالح العسكرية ستجعله يتفق مع رؤيتهم وكذلك ضعف وهو أن القبيلة التي ينتمي إليها صالح وهي سنحان جعلتهم يتصورون أنه سيقف موقف الحياد من جميع القبائل ولن يغلب مصلحة قبيلة على أخرى فعلي عبد الله صالح حاشدي بالحلف فقط واصوله من مذحج.

#### فترة صالح

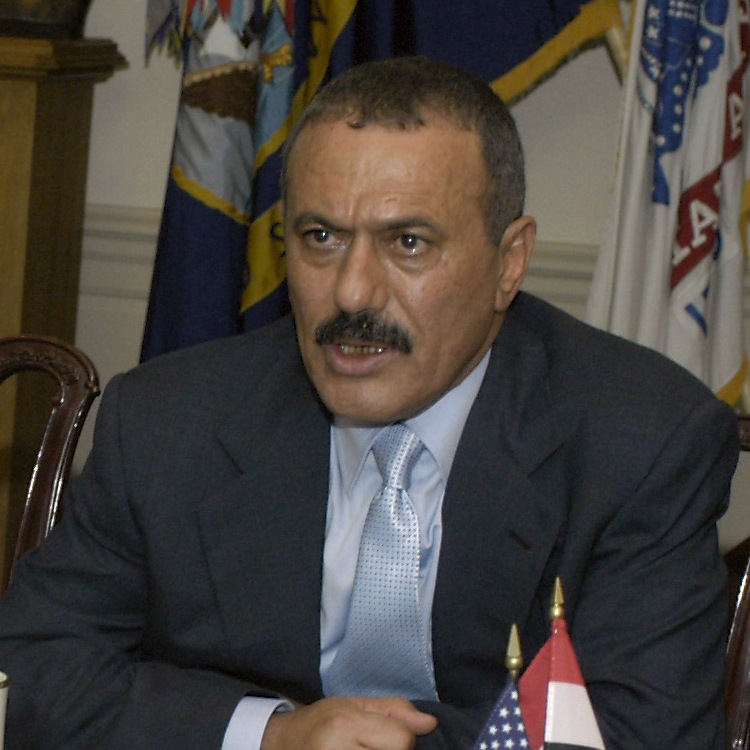
علي عبد الله صالح سادس رئيس للجمهورية العربية وأول رئيس للجمهورية اليمنية بعد الوحدة, وترأس اليمن لمدة 33 عامًا (يونيو 1978 - فبراير 2012)

بعد أقل شهر من مقتل الغشمي، أصبح علي عبد الله صالح عضو مجلس الرئاسة رئيس الجمهورية العربية اليمنية بعد أن انتخبه مجلس الرئاسة بالإجماع ليكون الرئيس والقائد الأعلى للقوات المسلحة اليمنية.
كان تأثير المؤسسة العسكرية واضح في إيصال صالح إلى السلطة حيث تم اختياره في مقر القيادة العامة للجيش قبل ترشيحه وانتخابه، جاء الرئيس إلى السلطة على أساس خلفيته العسكرية، إذ كان قد عينه أحمد الغشمي حاكما عسكريا على تعز برتبة رائد، وهو الأمر الذي كان مطلوباً، حيث أن احتمال قيام مواجهات مسلحة مع الجنوب كانت شبه مؤكدة بسبب تورطه في اغتيال الرئيس أحمد الغشمي، وهو ما يقتضي بقاء السلطة بيد العسكر.

في بداية حكمه كانت بعض قطاعات الجيش لا تدين له بالولاء حيث كانت الاتجاهات الفكرية والقومية واليسارية قد تغلغلت في أوساط الوحدات العسكرية، فيما كان الكثير من الضباط والجنود يدينون بالولاء للرئيس السابق إبراهيم الحمدي، بعد أقل من ثلاثة أشهر من توليه السلطة، تورطت بعض الوحدات العسكرية في ترتيب انقلاب عسكري ناصري في 1978، ولكنه فشل سريعاً لعدم فاعليتها في المواجهة المسلحة وأتخذ قرار في 10 أغسطس 1978 بإعدام ثلاثين شخصا متهمين بالانقلاب. منذ صعوده أجرى عملية تغيير واسعة في القوات المسلحة شملت الكم والكيف والإعداد القتالي والمعنوي والولاء السياسي، والشكل والمضمون القيادي، وتمحورت عملية التغيير حول تسليم أهم المناصب القيادية على مستوى القوى والمناطق والوحدات العسكرية لأقربائه وأفراد أسرته وأبناء قبيلته، مع أن نص المادة 40 في الدستور اليمني تقول: 
| ” | يحظر تسخير القوات المسلحة والأمن والشرطة وأية قوات أخرى لصالح حزب أو فرد أو جماعة، ويجب صيانتها من كل صور التفرقة الحزبية والعنصرية والطائفية والمناطقية والقبلية، وذلك ضمانا لحيادها وقيامها بمهامها الوطنية على الوجه الأمثل، ويحظر الانتماء والنشاط الحزبي فيها وفقا للقانون. | “ |

.
في 2 يناير 1983 تم تشكيل «الفرقة المدرعة الأولى» كأعلى تشكيل عسكري في القوات المسلحة اليمنية بقيادة المقدم محسن سريع محسن، من «اللواء الأول مدرع» بقيادة المقدم علي محسن الأحمر و«اللواء الثاني مدرع» بقيادة الرائد صالح الظنين و«اللواء الثالث مدرع» بقيادة الرائد محمد ناصر سنهوب و«اللواء الرابع ميكانيك» بقيادة الرائد محمد علي خليل.
أعتمد صالح في بداية حكمه على عدد من الوحدات العسكرية التي يقودها أقرباؤه وفي المقدمة منها الفرقة الأولى مدرع والتي ظلت حتى 2012 تحت قيادة علي محسن الأحمر، أحد أهم العسكريين والذي تولى احباط الانقلاب الناصري، إلا أنه بعد ذلك اتجه لبناء وتطوير وحدة عسكرية أخرى هي قوات الحرس الجمهوري بقيادة الرائد (لواء في ما بعد) علي صالح الأحمر، الأخ غير الشقيق لصالح، وكانت مهمة الحرس تأمين دار الرئاسة وتنقلات الرئيس، وجرى توسيع وتطوير تلك القوات حتى أصبحت جيشاً قائماً بذاته لتشمل كافة مناطق اليمن وأنشئت وحدات جديدة تابعة لها أطلق عليها الحرس الخاص والقوات الخاصة (التي حظيت بدعم أميركي مباشر وقوي)، وجمعت كلها تحت قيادة واحدة أسندها صالح مؤخراً إلى نجله أحمد بعد عزل علي صالح الأحمر من قيادتها.
وتم إنشاء وحدات عسكرية جديدة أهمها: اللواء الثامن صاعقة، الدفاع الجوي، الدفاع الساحلي، واتسعت ألوية المشاة وتسلم قيادة معظمها أقرباء وأبناء قبيلته وصار الرأس القائد لأهم تلك التكوينات على النحو التالي:
1. الفرقة الأولى مدرع، علي محسن الأحمر، من قبيلة وقرية الرئيس السابق صالح.[62]
2. القوات الجوية، الرائد (لواء في ما بعد) محمد صالح الأحمر، أخ غير شقيق للرئيس السابق صالح.
3. الدفاع الجوي [ملاحظة 3]، محمد علي محسن الأحمر من قرية الرئيس السابق صالح.
4. اللواء الثالث مشاة مدعم في قاعدة العند بقيادة الرائد عبد الله القاضي، من قبيلة صالح.
5. اللواء 130 مشاة مدعم، بقيادة الرائد عبد الله فرج من قبيلة صالح.
6. معسكر خالد، وفيه اللواء الثاني مدرع (33 مدرع حالياً) بقيادة الرائد أحمد أحمد علي فرج ثم الرائد صالح علي أحمد الظنين، والاثنين من قبيلة صالح.
7. اللواء الثامن صاعقة، بقيادة الرائد محمد إسماعيل، من قبيلة صالح.
8. اللواء 56 المقدم، بقيادة أحمد إسماعيل أبو حورية من قبيلة صالح.
9. اللواء 1 مشاة جبلي، بقيادة الرائد مهدي مقولة، من قبيلة صالح، ثم تولى أركان حرب الشرطة العسكرية ثم قيادةالحرس الخاص.
10. قوات الأمن المركزي اليمني، وهي قوة ضاربة تأسست في ثمانينات القرن الماضي، تتشكل من أكثر من عشرة ألوية تتمتع باستقلالية عن وزارة الداخلية، تسلم قيادتها المقدم محمد عبد الله صالح الشقيق الأكبر للرئيس، وورثه ابنه العقيد يحيى الذي شغل منصب أركان حرب الأمن المركزي حتى 2012، حيث تمتع بنفوذ حقيقي يفوق بكثير نفوذ قائد الأمن المركزي سابقاً العميد عبد الملك الطيب.

بدأ الجيش في الشمال يشهد مرحلة بناء جديدة تحت قيادة واحدة تدين بالولاء المطلق للرئيس صالح لأن معظمها من أقاربه وأبناء منطقته أو غير مسيسين، مستفيدا من حالة الاستقرار الكبيرة نسبيا في فترة الثمانينيات، وتلاشي الأخطار الداخلية.

### الوحدة
كان اليمن خاضعا لعدة دول المملكة المتوكلية التي أصبحت الجمهورية العربية اليمنية وواحد وعشرين سلطنة شكلت ما سمي باتحاد إمارات الجنوب العربي برعاية إنجليزية كنموذج مشابه للإمارات العربية المتحدة. لكن قامت ثورة 14 أكتوبر وسقطت الإمارات فقامت جمهورية اليمن الديمقراطية الشعبية على أنقاض ذلك الاتحاد مع قيام ثورة 26 سبتمبر ضد المملكة المتوكلية وبداية الاحتجاجات للوجود الإنجليزي في عدن، تزايدت مشاعر القومية اليمنية في أوساط الشعب ولكن لاختلاف طبيعة الأنظمة الاقتصادية والسياسية لم يتحدا في دولة واحدة حتى 1990  لم تكن المناطق التي شكلت جمهورية اليمن الديمقراطية الشعبية متحدة في إطار دولة واحدة على الإطلاق وإذا توحدت عبر تاريخها فحدوث ذلك كان مرتبطاً بقوى مما أصبح يعرف بـ«شمال اليمن» عندما تم تحقيق الوحدة اليمنية 1990 تقرر توحيد الجيشين، ونقلت ألوية من الجنوب للشمال ومن الشمال للجنوب ولكن في الواقع لم يتم توحيد الجيشين وكانت تحدث اشتباكات وتنافرات بين الحين والآخر منذ بداية تحقيق الوحدة، ظل حال الجيشين كذلك حتى كانت المواجهة الأخيرة التي تمت عام 1994 والتي عرفت بحرب صيف 1994 تحت شعارات: إصلاح الوحدة من جانب، وحماية الوحدة من جانب آخر، حول صالح الجيش من مؤسسة وطنية إلى ما يشبه الإقطاع العائلي، أداره الرئيس السابق عبر شبكة من العلاقات الشخصية والمحسوبية القائمة على الولاء العصبي العائلي والقبلي وتبادل المنافع. وكان الالتحاق بالجيش وكلياته العسكرية امتيازًا تحظى قبيلة صالح والقبائل الموالية لها بالنصيب الأكبر منه. حكم علي عبد الله صالح بالاعتماد على تحالفات قبلية وربط زعماء القبائل اليمنية به شخصيا وتذيلت البلاد أيام عهده قائمة منظمة الشفافية الدولية المعنية بالفساد.
الترقيات والرتب العسكرية تمنح خارج معايير الأقدمية والتراتبية العسكرية، وأحيانًا كهبات بغرض المراضاة وكسب الولاءات، ويتم التعيين في المناصب القيادية على أساس الولاء وليس الكفاءة. وبعد حرب صيف 1994، مارس النظام السابق سلسة من الإجراءات والسياسات زادت من هشاشته المؤسسية، كان أهمها استبعاد الآلاف من الجنود والضباط المنتمين للمحافظات الجنوبية وإحالة العديد منهم إلى التقاعد الإجباري، ومنح من تبقي منهم مناصب إدارية أو استشارية ثانوية. وفي خطوة لاحقة، اتجه صالح لتسليم المناصب الحساسة في المؤسسة العسكرية والأمنية لجيل الشباب من أسرته تمهيدًا لمشروع التوريث، وكان ذلك بمثابة التصدع الرئيسي في نظام صالح؛ إذ أثار قراره حفيظة حلفائه القدامى من ذات القبيلة، وخلق انقسامًا غير معلن داخل الجيش، جاءت الثورة لتظهره وتخرجه للعلن.
وحين تشكلت المناطق العسكرية كانت قياداتها على النحو التالي:
1. «المنطقة الشمالية الغربية» المقدم (لواء فيما بعد) علي محسن صالح.
2. «المنطقة المركزية» المقدم علي صالح الأحمر.
3. «المنطقة الشرقية» المقدم محمد علي محسن، بعد ما جرى دمج الدفاع الجوي بالقوات الجوية بقياد محمد صالح الأحمر.
4. «المنطقة الجنوبية»، المقدم محمد إسماعيل قائد «اللواء الثامن صاعقة»، ثم سلمت ل محمد علي محسن الأحمر الذي سلم قيادة المنطقة الجنوبية للعميد مهدي مقولة، وتسلم منه قيادة الحرس الخاص العميد طارق محمد عبد الله صالح.

### تدمير منظومات الدفاع الجوي
تحدثت وثائق ويكيليكس عن تدمير أسلحة الدفاع الجوي اليمني وبيع ما تبقى منها إلى الولايات المتحدة الأمريكية خلال الفترة أبريل 2004 إلى أغسطس 2007، وبحسب ما تضمنته الوثائق، فإن أهم ما بحثه علي عبد الله صالح مع المسؤول الأمريكي «بلومفيلد» تركز حول قيام اليمن بإتلاف الصواريخ المذكورة والتي تشكل خطورة على طائرتها مقابل حصول اليمن على تعويض مادي من الولايات المتحدة وكذلك الحصول على أنظمة رادار بحري. وركزت الوثيقة على إلحاح صالح في الحصول على أموال باهظة إلى درجة أنها طلبت من مساعد وزيرة الخارجية الأمريكي الحصول على مليون دولار تعويض عن كل صاروخ ستريلا.
ومن أهم هذه الأسلحة التي تم سحبها وبيعها لأمريكا:
1. بانتسير-اس1
2. ستينغر
3. لاو 80
4. سام:
  1. SA-2A
  2. B
  3. CSA-1
  4. S-75

### الوضع قبل ثورة الشباب

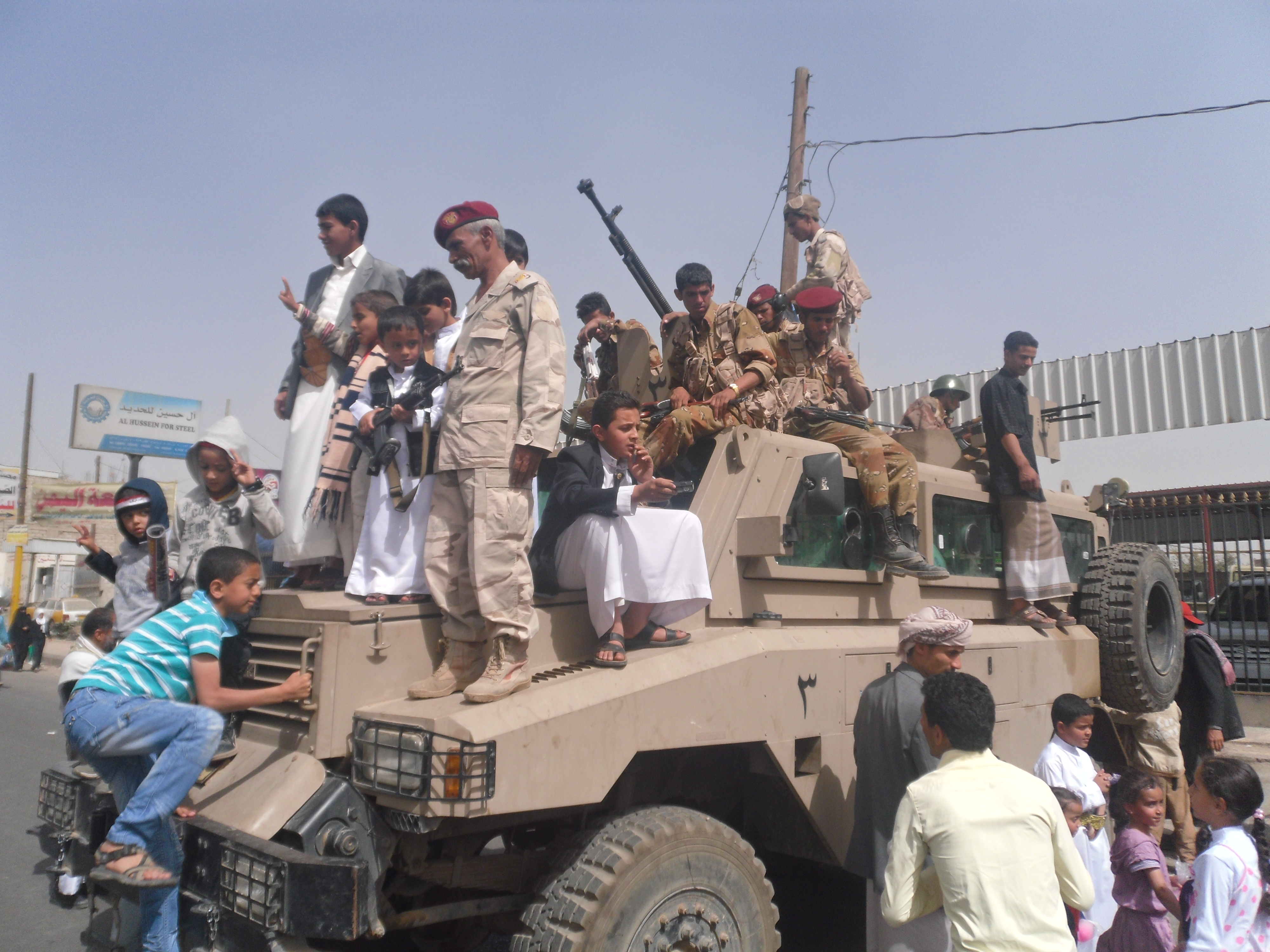
أطفال يلتقطون الصور من على مدرعة يمنية "حميضة" (إنتاج محلي)، بعد صلاة الجمعة التي أقامها شباب الثورة بشارع الستين صنعاء 1 فبراير2012

أحكم صالح قبضته على الدولة كاملة والجيش خاصة بعد نجاحه في هزيمة حركة الانفصال، وظلت القيادة الفعلية في أيدي رجال منطقته. لكن «قانون الصعود والهبوط» بدأ يفرض حكمه على دولة صالح، وبدأ مشروع توريث[ ؟ ] الحكم لابنه أحمد يفرض أجندة أخرى ستنعكس مستقبلا سلبا على وحدة القيادة والجيش، وحتمت فكرة توريث[ ؟ ]  إخلاء الساحة من الشخصيات العسكرية القوية بكل الوسائل ومحاولات تصفيتها بعض الأوقات كما حدث في نزاع صعدة مع قائد الفرقة الأولى مدرع  أو على الأقل إضعافها وإدخالها في حروب ومعارك والبلد في غنى عنها لتجفيف مصادر قوتها، وتفكيك[ ؟ ] أجزاء مؤسساتها العسكرية تدريجيا لمصلحة قوات الحرس الجمهوري التي سلمها صالح لابنه، واعتمدت دون إعلان رسمي الجيش الحقيقي للبلاد، وسخرت لها الإمكانيات المالية الضخمة، وصفقات تسليح المتقدمة، وحظيت بالنصيب الأوفر من الدعم[ ؟ ] الدولي فنيا وتدريبا وخبرات.
في جانب المخابرات مع وجود جهاز الأمن السياسي تشكل منذ 1992 إلا أنه أصدر الرئيس صالح قرار بإنشاء جهاز مخابرات آخر في 2002 «جهاز الأمن القومي اليمني» يتبع مباشرة رئيس الجمهورية، ويملك مراكز احتجاز خاصة به غير مُعلنة وخارجه عن إطار القانون اليمني ويتمتع ضباطه بصلاحيات الضبط القضائي دون الحاجة لوجود حكم قضائي  وكان يقوده وكيل الجهاز عمار محمد عبد الله صالح ابن أخ الرئيس السابق صالح، حيث تمتع بنفوذ حقيقي أكثر من رئيس الجهاز علي محمد الآنسي 
أصبح في اليمن عدة جيوش برية في دولة واحدة، أهمها جيش «قوات الحرس الجمهوري والقوات الخاصة» الذي يترأسه نجل الرئيس ويتمتع بصلاحيات وقيادة وتسليح مستقل عن وزارة الدفاع، وجيش «الفرقة الأولى مدرع» بقيادة علي محسن الأحمر يتمتع هو كذلك باستقلالية عن وزارة الدفاع، وجيش الدولة المتمثل في القوات البرية التي تتبع وزارة الدفاع ولا تتمتع بتلك الامتيازات كما الفرقة والحرس، كانت للفرقة والحرس ألوية مدرعة ومشاة ومدفعية وصواريخ ودفاع جوي، مع تساوي المهام إلا أن هناك مفارقات بين الجندي الذي ينتمي للحرس والجندي الذي ينتمي للفرقة، فكان الزي العسكري للحرس مختلفاً عن الزي الذي يرتديه أفراد القوات البرية وأفراد الفرقة، ويتمتع جندي الحرس بمعاش يزيد عن معاش جندي القوات البرية أو الفرقة، ويحظى جندي الحرس بتدريبات ودورات أكثر عن غيره، أدت هذه التفرقة مع الأيام لوجود حالة من العداء، كانت أهم أسباب تأييد جنود الفرقة الأولى مدرع لثورة الشباب اليمنية عندما وقف نجل صالح وقادة الحرس الجمهوري مع نظام صالح،
قامت ثورة الشباب اليمنية في 2011 والتي كان أبرز وأهم مطالبها إعادة بناء المؤسسة العسكرية على أسس وطنية وانهاء سيطرة صالح وأقاربه على مفاصل الدولة، تنحى صالح عن الحكم بعد سنة كاملة من الاحتجاجات بموجب «المبادرة الخليجية» والتي أقرت لصالح حصانة من الملاحقة القانونية وهي ما اُعتبر مخالفة صريحة لدستور البلاد  ولم يؤيدها سوى حزب صالح وأحزاب اللقاء المشترك (المعارضة التقليدية) ويؤمن شباب ساحات التغيير أنها لم تكن سوى حركة من المملكة السعودية لعرقلة واجهاض الثورة فهي غيرت الرأس ولم تغير النظام ويتساءل الثوار عن سبب منح الحصانة لصالح إن لم يقترف جرما فأصبحت تلك المبادرة «دستورا» أعلى من دستور البلاد نفسها  منذ بداية فبراير 2012 أجرى الرئيس هادي إعادة هيكلة واسعة للجيش بإقالة أقارب صالح وإعادة بناء الوحدات العسكرية وإعادتها تنظيمياً لوزارة الدفاع.

## القبائل والجيش
تاريخياً، كان الجيش اليمني بحاجة دائمة إلى دعم المليشيات القبلية أو ما أصبحت تعرف باسم (اللجان الشعبية) في حروبه الداخلية والخارجية، وعندما قامت ثورة 26 سبتمبر في الشمال لم ترث الدولة الوطنية عن المملكة الإمامية جيشاً وطنياً قوياً، بل إن بعض أفراد الجيش هربوا ووقفوا مع الإمام المخلوع لمحاولة استعادة السلطة، وكانت الثورة بحاجة إلى حماية، فأصدرت الدولة في 1963 «قانون التجنيد»، مع ذلك لم يتم التجنيد وفقاً لهذا القانون  واختلفت أساليب التجنيد حسب اختلاف البني القبلية، فقد كان المواطنون من «المناطق الوسطى» التي ضعفت فيها الروابط القبلية في تعز وإب خصوصًا، يتطوعون بشكل فردي، وقد تم تأسيس ما سمي ب«الحرس الوطني» لاستيعابهم، وكانت تشكيلاته تشكيلات نظامية، يخضعون «لهيرركية» عسكرية (سلسلة مراتب)، ويحصل افراده على مرتبات شهرية، ويلبسون ملابس عسكرية، ويخضعون لتدريب عسكري.
أما المواطنون من المناطق الشمالية التي تتسم بشدة التمسك بالروابط القبلية، فكانوا يتقدمون للتجنيد بشكل جماعي، تحت قيادة شيوخهم، وقد تم تأسيس ما سمي ب«الجيش الشعبي» لاستيعابهم، والذي على الرغم من إطلاق تسمية نظامية عليه، حيث أطلق عليه تسمية «لواء التحرير» إلا أنه ظل خارج هيكلة الجيش النظامي يقوده فرقة من شيوخ القبائل، بما في ذلك الشيوخ الذين يحتلون مواقع رسمية في أجهزة الدولة العسكرية والمدنية، وتشير بعض المصادر إلى أن الشيخ الراحل عبد الله بن حسين الأحمر وحده كان يقود قوة من 20 ألف قبلي مسلح في الحرب بين الجمهورية والملكية.
يدرك رجال القبائل وشيوخها أن استمرار أدوارهم السياسية يتحدد في ضوء ما تتخذه الدولة من إجراءات في مجال بناء جيش قوي محترف وذي طابع مؤسسي ، لذلك ساهموا في تعويق مؤسسة الجيش، وإبقائه في حالة ضعف، وهو ما جعل الدولة بحاجة دائمة للاستعانة بالجيش الشعبي القبلي ولم يتم بناء جيش قوي قادر على خوض الصراعات والحروب بنجاح ، لذلك لم يستغن الجيش عنه في كل المعارك التي خاضها بعد توقف الحرب الملكية الجمهورية في 1970، فكان للمليشيات القبلية «القوات غير النظامية» دور هام في دعم جيش الشمال ضد جيش الجنوب، خلال الحربين اللتين نشبتا بين سلطتي شطرين اليمن عام 1972 و1979. فشيوخ القبائل هم الذين دفعوا السلطة الشمالية لخوض الحرب عام 1972، وبدأت المليشيات القبلية الحرب قبل أن يبدأها الجيش.
في فترة رئاسة القاضي عبد الرحمن الإرياني دخل العسكريون طرفاً في معارك السياسة ابتداء من الصراع حول إنشاء المجلس الوطني ، حيث قدمت القوات المسلحة ما عرف بقرارات تصحيح للقوات المسلحة، طالب ضباط التصحيح بإيقاف الأموال التي تقدمها الدولة لمشايخ القبائل، في أغسطس 1971 استقالت الحكومة وبرر رئيس الوزراء أحمد محمد نعمان استقالة الحكومة لعدم قدرتها على الوفاء بالتزاماتها بسبب استنزاف شيوخ القبائل لميزانية الدولة  وفي ديسمبر 1972 استقالة حكومة محسن العيني بسبب مطالبه التي لم يستجاب لها وهي حل مجلس الشورى الذي يهيمن عليه المشايخ وحل مصلحة شؤون القبائل ووقف ميزانية المشايخ.
قامت حركة 13 يونيو التصحيحية بقيادة المقدم إبراهيم الحمدي والذي بدأ من أول رئاسته (1974 -1977) التقليل من دور مشايخ القبائل في الجيش والدولة وألغى وزارة شئون القبائل وقام بتجميد العمل بالدستور وحل مجلس الشورى، وفي 27 يوليو 1975 الذي أطلق عليه «يوم الجيش» أصدر قرارات بإبعاد العديد من شيوخ القبائل من قيادة المؤسسة العسكرية، ولكنه اغتيل قبل أن ينهي ما بدأه. قبل قيام حرب مارس 1979 بين الشطرين، وجه الرئيس السابق علي عبد الله صالح رسالة إلى الشيخ عبد الله بن حسين الأحمر في 22 فبراير 1979، يطلب منه فيها تعبئة القوى القبلية والاستعداد لمواجهة الأوضاع المضطربة على الحدود.
ولتعزيز مكان مشايخ القبائل في السلطة أنشأ علي عبد الله صالح في الثمانينات «مصلحة شؤون القبائل» لتقوم بنفس دور وزارة شؤون القبائل التي ألغاها الرئيس المغتال إبراهيم الحمدي في تنظيم توزيع الأموال على النخب القبلية، وأسس لها فروعا في كل محافظات اليمن، خلال حرب صيف 1994 كان للجان الشعبية دور هام في دعم الوحدات العسكرية الموالية للوحدة ولعلي عبد الله صالح، في معاركها ضد الوحدات العسكرية الموالية لنائبه علي سالم البيض، وبعد الحرب عممت «مصلحة شؤون القبائل» على المحافظات الجنوبية واعتمد للمدن والأحياء مشايخ وعقال حارات وهو ما لم تعرفة تلك المدن والمحافظات من قبل على الإطلاق.
أستعان الجيش بالمليشيا القبلية في حروب صعدة الستة ضد المليشيات المتمردة «جماعة الحوثي» في محافظتي صعدة وعمران خلال الأعوام "2004 - 2009" واستعانت الحكومة بها مرة أخرى في محاربة تنظيم القاعدة وتم تشكيل فرق قبلية داعمة للجيش في مواجهة تنظيم القاعدة في 2010 في محافظة شبوة ومرة أخرى في محافظة أبين في الفترة "2011 - 2012"،  حيث تمارس اللجان الشعبية في مناطق جنوب اليمن خاصة في محافظة أبين دور كبير في دعم الجيش لمحاربة القاعدة وبعض الأوقات تخوض المعارك بديلاً عنه.

### الحاجة والمقابل
إن حاجة الجيش إلى دعم المليشيات القبلية كانت ولا زالت لا ترجع إلى ضعفه فحسب، بل أيضاً إلى رغبة الجيش في احتواء القبائل أثناء الحروب والمعارك التي يخوضها، وضمان عدم وقوفها إلى جانب الطرف الآخر، فالقبائل اليمنية كانت دائماً على استعداد لدخول الحروب مع أي كان ضد أي كان ، فعلى مدى التاريخ اليمني كان مشايخ القبائل ينظرون إلى الحرب باعتبارها وسيلة إنتاج ، فبعض القبائل التي كانت ملكية خلال ستينات القرن العشرين، تعاونت أواخر السبعينات في ما عرف ب«حرب الجبهة» مع الجبهة الوطنية الديمقراطية، والتي تشكل امتداداً لقوى كانت تحاربها في الستينات  ففرض النظام حينها تجنيداً إجبارياً للكثير من شباب المناطق الوسطى التي تشهد تمرداً واسعاً، من أجل ضمان عدم مشاركتهم أو من لم يُجند من عائلاتهم في التمرد ضد الجيش.
في مقابل دعم المليشيات للنظام في حروبه خلاص العقود الأخيرة من القرن العشرين، منح النظام شيوخ القبائل أموالاً وأراضي وسيارات وعقارات، ومنح بعض شيوخ القبائل رتب عسكرية، ودرجات وظيفية في الجهاز الإداري للدولة، وخلال تلك الحروب حصلت القبائل على كمية كبيرة من الأسلحة، وتكتسب مشاركة المليشيات القبلية في الحرب الأهلية عام 1994 أهمية خاصة في هذا المجال، فقد حصلت على كميات كبيرة من الأسلحة من الوحدات العسكرية الموالية للرئيس علي عبد الله صالح آنذاك، وغنمت كميات أُخرى من أسلحة الوحدات العسكرية الموالية لنائبه علي سالم البيض بعد هزيمتها، إلى درجة أن مخزونها من الأسلحة الخفيفة يفوق مخزون الحكومة، فقد قدر مخزن الحكومة من الأسلحة الخفيفة بحوالي 1,500,000 قطعة سلاح بينما قدر ما بيد القبائل بأكثر من 5 ملايين قطعة سلاح  ومعظم هذه الأسلحة بيد قبائل حاشد وبكيل ومشايخها، كانت ولا زالت الطفرة في السلاح لدى القبائل أحد أهم عوامل ضعف الجيش إلغاء حضور الدولة وتهميش دورها، فتوافر السلاح لدى القبائل عوق الحكومة عن إنجاز وظائف الدولة، كاستخراج الموارد الطبيعية، ومعاقبة الخارجين عن القانون، وتنظيم استخدام المياه. ويعزي زعماء القبائل نفوذهم في مناطق أقل حظوة من نواحي صنعاء مثل رداع أو مأرب[ ؟ ] إلى غياب البنية التحتية والتهميش المتعمد من الحكومة.

## التاريخ العسكري

### الحرب الأهلية عام 1994
اُعلن عن قيام الوحدة اليمنية في 22 (توضيح)[ ؟ ] مايو 1990 بشكل مفاجئ بين الجنوب والشمال واُعلن رئيس اليمن الشمالي علي عبد الله صالح رئيساً ورئيس اليمن الجنوبي علي سالم البيض نائباً للرئيس في دولة الوحدة.
كانت هذه الوحدة مطلباً قديماً لكلا الشعبين في جنوب وشمال اليمن ودارت عدة محادثات بين الدولتين كانت كلها تبوء بالفشل، ولكن بهذه الوحدة توجت كل الجهود وإن كان الكثير من المحللين يعتقدون أن التغييرات الخارجية كان لها الأثر الأكبر من تلك الداخلية للدفع بالوحدة – مثل سقوط جدار برلين ومن ثم انهيار الاتحاد السوفيتي الداعم الأكبر لليمن الجنوبي حيث كان الدولة العربية الوحيدة التي اتبعت النهج الشيوعي – ويدل على ذلك السرعة التي تمت بها إعلان الوحدة دونما استفتاء شعبي عليها آنذاك.
قامت الوحدة اندماجية ولم تكن فيدرالية برغم الاختلافات بين النظامين المكونين لدولة الوحدة، وللمرة الأولى منذ قرون تم توحيد أغلب الأراضي اليمنية سياسيا على الأقل. فترة انتقالية لمدة 30 شهراً أكملت عملية الاندماج السياسي والاقتصادي بين النظامين، مجلس رئاسي تم انتخابه من قبل ال26 عضواً في المجلس الاستشاري للجمهورية العربية اليمنية وال17 عضواً في مجلس الرئاسة لجمهورية اليمن الديمقراطية الشعبية.
المجلس الرئاسي عَين رئيس للوزراء كان حيدر أبوبكر العطاس. إضافة لمجلس برلمان يضم 301 عضواً يتكون من 159 عضو من الشمال و 111 عضو من الجنوب و 31 عضو مستقل يتم تعيينهم من قبل مجلس الرئاسة.
أتفق على دستور موحد في مايو 1990 وتم استفتاء عليه في مايو 1991، تم فيه تأكيد التزام اليمن بالانتخابات الحرة، والنظام السياسي متعدد الأحزاب، والحق في الملكية الخاصة، والمساواة في ظل القانون، واحترام حقوق الإنسان الأساسية، أعتبر النظام الحاكم أن الاستفتاء على الدستور هو استفتاء على الوحدة ودستورها في حين يجادل آخرون أنه لم يكن هناك أي استفتاء على الوحدة وإنما على مجرد استفتاء لدستور نتج بين الحزبين الحاكمين آنذاك فقط.
جرت انتخابات برلمانية بعد الوحدة في 27 أبريل 1993 بمراقبة المجموعات الدولية المساعدة في تنظيم الانتخابات والاقتراع وكانت نسبة المشاركة 84.7%، لم يفز فيها الحزب الاشتراكي وبدأت الصراعات ضمن الائتلاف الحاكم وقام نائب الرئيس علي البيض بالاعتكاف في عدن في أغسطس 1993 وتدهور الوضع الأمني العام في البلاد، واتهم قادة جنوبيين قادة شماليين بالضلوع في عمليات اغتيال عديدة تطال الجنوبيين وانهم يعملون على إقصائهم التدريجي والاستيلاء على الحكم.
أثناء تصاعد الأزمة السياسية "1993 - 1994" انحازت معظم دول الخليج -باستثناء قطر- إلى جانب الحزب الاشتراكي، وقدموا له دعماً مادياً وإعلامياً وسياسياً.
في أبريل 1994 اندلعت شرارة حرب واسعة من محافظة عمران بين معسكرين إحداهما موالي للحكومة وآخر موالي للحزب الاشتراكي ومن ثم توسعت لكافة المحافظات اليمنية، خلفت الحرب ما بين 7000 - 10000 قتيل ، مثل خطاب الرئيس علي عبد الله صالح في 27 أبريل 1994 بمناسبة مرور عام، على إجراء أول انتخابات حرة شرارة لقيام الحرب التي أهلكت النسل والحرث وكلفت اليمن ما يقارب 40 مليار دولار بالإضافة إلى تدمير ممتلكات البلد ومؤسساته عن بكرة أبيها خلال 3 أشهر من الحرب الطاحنة التي قضت على الأخضر واليابس وسفكت فيها دماء عشرات الآلاف من الجنود والمدنيين العزل. شعر الجنوبيون أن البرلمان المنتخب لا يمثلهم كون الأغلبية من المحافظات الشمالية لليمن  اشتبكت القوات وقدم أنصار علي ناصر محمد الجنوبيين الدعم للقوات الحكومية والقبائل واشترك في الحرب الأحزاب الإسلامية في الجنوب المعادية للحزب الاشتراكي دعمت السعودية الحزب الاشتراكي خلال الحرب على الرغم من موقفها المعلن والمعروف من هذه التوجهات السياسية انتصرت الحكومة اليمنية التي تصف الحرب بحرب الدفاع عن الوحدة بينما يصفها كثير من أبناء المحافظات الجنوبية بحرب احتلال الكثير من الأراضي والممتلكات اقتطعت لصالح مسؤولين ومشايخ قبليين من المحافظات الشمالية وسعت حكومة علي عبد الله صالح إلى مداهنة الجنوبيين عن طريق تعيين رؤساء وزراء من الجنوب منذ بداية الوحدة.

### حرب الحوثيين
قامت عام 1962 ثورة مسلحة ضد المملكة المتوكلية وتدخلت مصر عسكريا لدعم الجمهوريين بينما وقفت السعودية وبريطانيا والأردن إلى جانب الإمام محمد البدر حميد الدين انتصرت الثورة وأسقط نظام الإمامة وقامت جمهورية في اليمن تجاهلت أمر صعدة التي كانت أقوى مراكز الملكيين خلال الثورة  وتشتكي الزيدية من أن الحكومة سمحت لما يسمونهم للوهابية بالتغلغل في مراكز الدولة ولفكرهم بالانتشار على حسابهم. وتأثرت أفكارها بأطروحات الأب الروحي للجماعة بدر الدين الحوثي الذي كتب عدة مؤلفات يتعرض فيها لفكر مقبل الوادعي بالنقد 
قامت حرب صعدة بين حكومة علي عبد الله صالح من جهة ومتمردي حركة الشباب المؤمن المسلحة المعروفة باسم الحوثيين  بتهمة إنشاء تنظيم مسلح داخل البلاد، تم إصدار مذكرة لاعتقال حسين بدر الدين الحوثي وتوجهت قوة لمحافظة صعدة لتنفيذ الاعتقال فرد مؤيدو حسين بالتصدي للقوات وقتل ثلاثة جنود يمنيين ردت الحكومة بتصعيد وحملة عسكرية مكثفة ومن هنا كانت بداية نزاع صعدة في يونيو عام 2004 رفض حسين تسليم نفسه واشتبك أنصاره مع الجيش اليمني لمدة شهرين وانتهت المعارك بقتله في شهر سبتمبر من نفس العام. توجه بدر الدين الحوثي (والد حسين) وعبد الملك الحوثي إلى صنعاء للتباحث مع صالح حول المعتقلين لم تطلق الحكومة اليمنية المعتقلين وقاد بدر الدين وابنه عبد الملك عمليات مسلحة ضد الجيش اليمني فرد الجيش بحملة عسكرية واعتقالات واسعة ساهمت في زيادة عدد المتعاطفين مع الحوثي،  وتتهم الحكومة اليمنية الحركة بمحاولة إسقاط النظام وإعادة نظام الإمامة الذي كان قائما في اليمن قبل سقوطه بعد ثورة 1962.
جلب الصراع اهتماما دوليا في 3 نوفمبر 2009 عندما شنت القوات السعودية هجوما على مقاتلين حوثيين سيطروا على جبل الدخان في منطقة جازان جنوب غربي البلاد متهمة الحكومة السعودية بدعم النظام اليمني ماليا واستراتيجيا عن طريق السماح للقوات اليمنية باستعمال الأراضي السعودية كقاعدة لعملياته وأنكرت الحكومتان السعودية واليمنية الاتهام وتقول الحركة أن قوات أمريكية تدخلت في 14 ديسمبر من العام نفسه عن طريق شن 28 غارة جوية وتتهم الحكومات اليمنية والسعودية إيران بدعم المتمردين ماليا وعسكريا في شمال غربي البلاد وهو ما تنفيه طهران والحركة باستمرار وقال يحيى الحوثي في لقاء مع صحيفة «تاغيس تساتونغ» الألمانية أن النظام اليمني يستعمل إيران لصرف الانتباه عن الدور السعودي في البلاد، على حد تعبيره. نشرت وثائق ويكيليكس برقية للسفير الأمريكي مفادها أن الحوثيين يحصلون على سلاحهم في السوق السوداء في اليمن ومن عناصر من الجيش اليمني وقال جيفري فيلتمان مساعد وزيرة الخارجية الأميركية لشؤون الشرق الأدنى، أنه لا يوجد دلائل على دعم طهران للمتمردين الحوثيين في اليمن
كان علي محسن الأحمر القائد لعمليات الجيش في صعدة من 2004 حتى ثورة الشباب اليمنية 2011.

### الحرب على القاعدة

دبابات الجيش اليمني في مواجهة مع المقاتلين في تنظيم القاعدة في جنوب اليمن 2012

بدأت الحملة الحكومية في عام 2001، وكثفت اليمن من العمليات ضد تنظيم القاعدة في أواخر عام 2009 بالتحديد في 25 ديسمبر 2009 عندما أعلنت جماعة مسلحة عن مسؤوليتها في فشل محاولة تفجير طائرة أميركية متجهة إلى ديترويت، وردت على هجوم ضد معسكر تدريب في أبين في 17 ديسمبر، مما أسفر عن مقتل العديد من المدنيين. أشارت تقارير إخبارية إلى مشاركة أمريكا في العمليات اليمنية ضد تنظيم القاعدة منذ أواخر عام 2009، بما في ذلك التدريب، وتبادل المعلومات الاستخباراتية، وقيادة العمليات الخاصة المشتركة، والمشاركة المباشرة.
تصاعدت الحملة في 14 يناير 2010، عندما أعلن اليمن حربا مفتوحة على القاعدة. جاء القتال ضد تنظيم القاعدة في العديد من المحافظات بينما اليمن تقاتل في الشمال ضد التمرد الشيعي ومحاولة احتواء الانفصاليين في الجنوب. تصاعد القتال مع تنظيم القاعدة خلال فترة ثورة الشباب اليمنية في عام 2011، مع عناصر القاعدة الذين استولوا على معظم محافظة أبين وأعلنوا فيها إمارة إسلامية في نهاية مارس. ذكرت وثائق ويكيليكس المسربة أن الرئيس السابق علي عبد الله صالح أكد انه سيقول لشعبه ان الهجمات الجوية الأمريكية ضد القاعدة هي من الجيش اليمني، «سنظل نؤكد ان القنابل هي قنابل يمنية».
في معركة أبين 2012 شن الجيش هجوم واسع ضد مسلحي جماعة أنصار الشريعة[ ؟ ] وعناصر من تنظيم القاعدة، في محافظة أبين بغرض استعادة المدن الخاضعة لسيطرة المسلحين في زنجبار وجعار، بدأ الهجوم في 12 مايو 2012 وأستمر القتال أكثر من شهر وقتل خلاله 567 شخصا، بينهم 429 المقاتلين الإسلاميين و 78 من الجنود، و 26 من مقاتلي القبائل و 34 مدنيا. ونجح الجيش اليمنى في استعادة زنجبار وجعار في 12 يونيو، وأخرج المسلحين بعيداً بعد مواجهات عنيقة، وسقطت مدينة شقرة[ ؟ ] يوم 15 يونيو بيد الجيش ومسلحي القبائل المناصرين للجيش، وتراجع المسلحون إلى محافظة شبوة.

### ثورة الشباب اليمنية

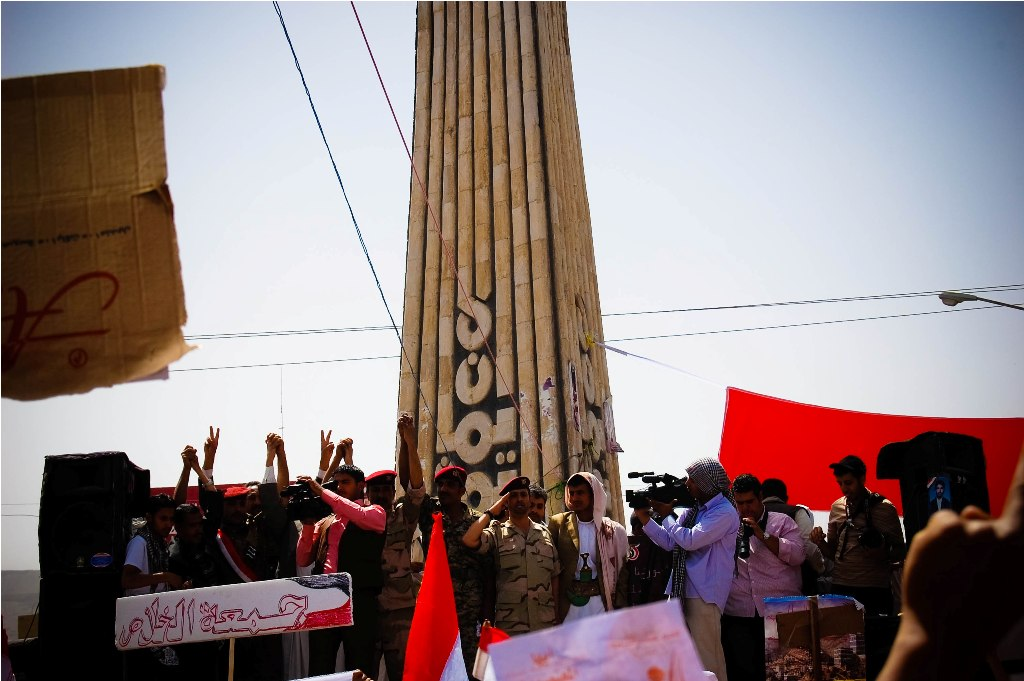
عسكريون يمنيون مؤيدون للثورة في منصة ساحة التغيير 1 أبريل 2011

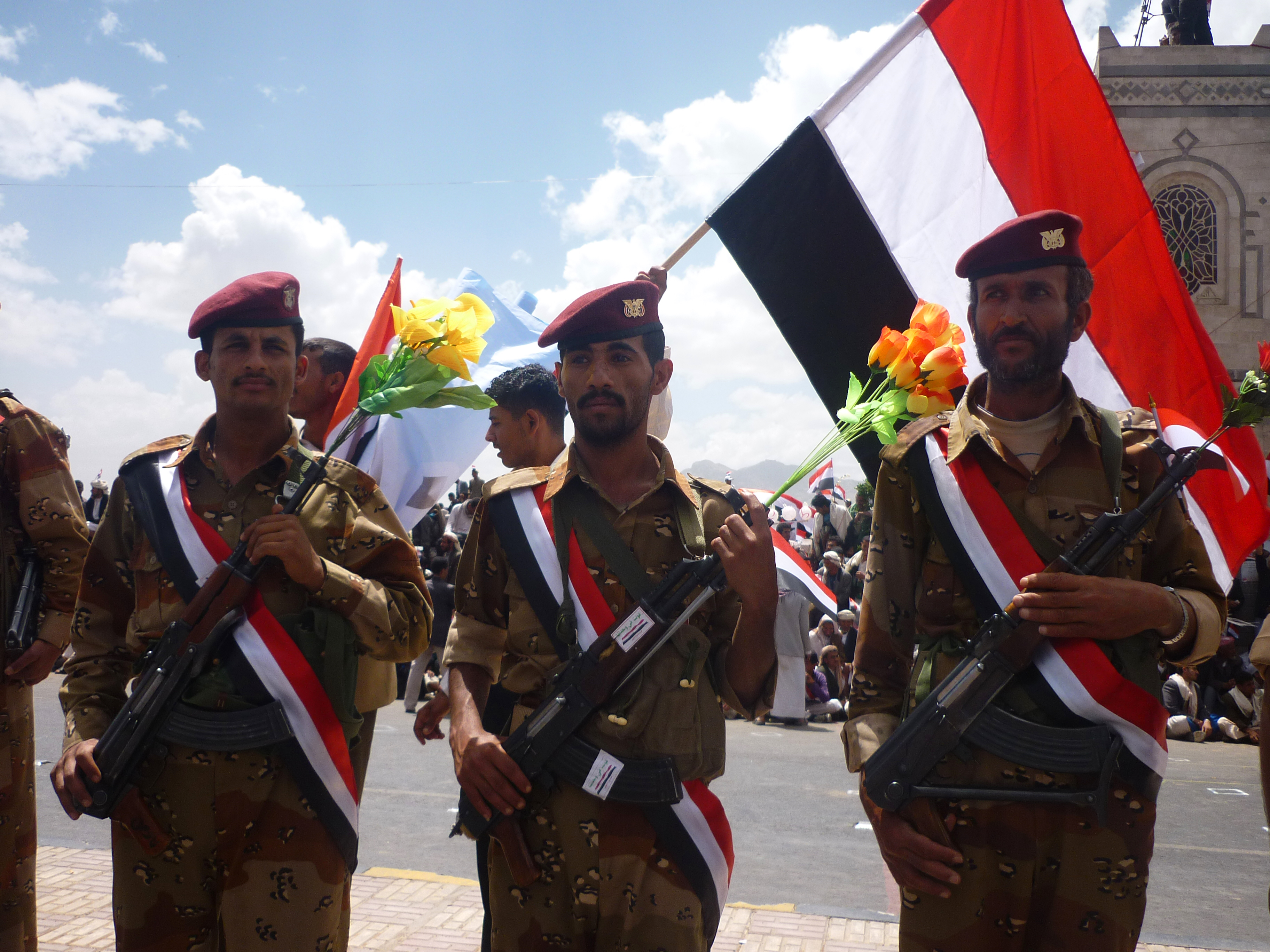
جنود يمنيون من الفرقة الأولى مدرع في شارع الستين بصنعاء أثناء احتفال إقامة شباب الثورة بمناسبة عيد الوحدة اليمنية

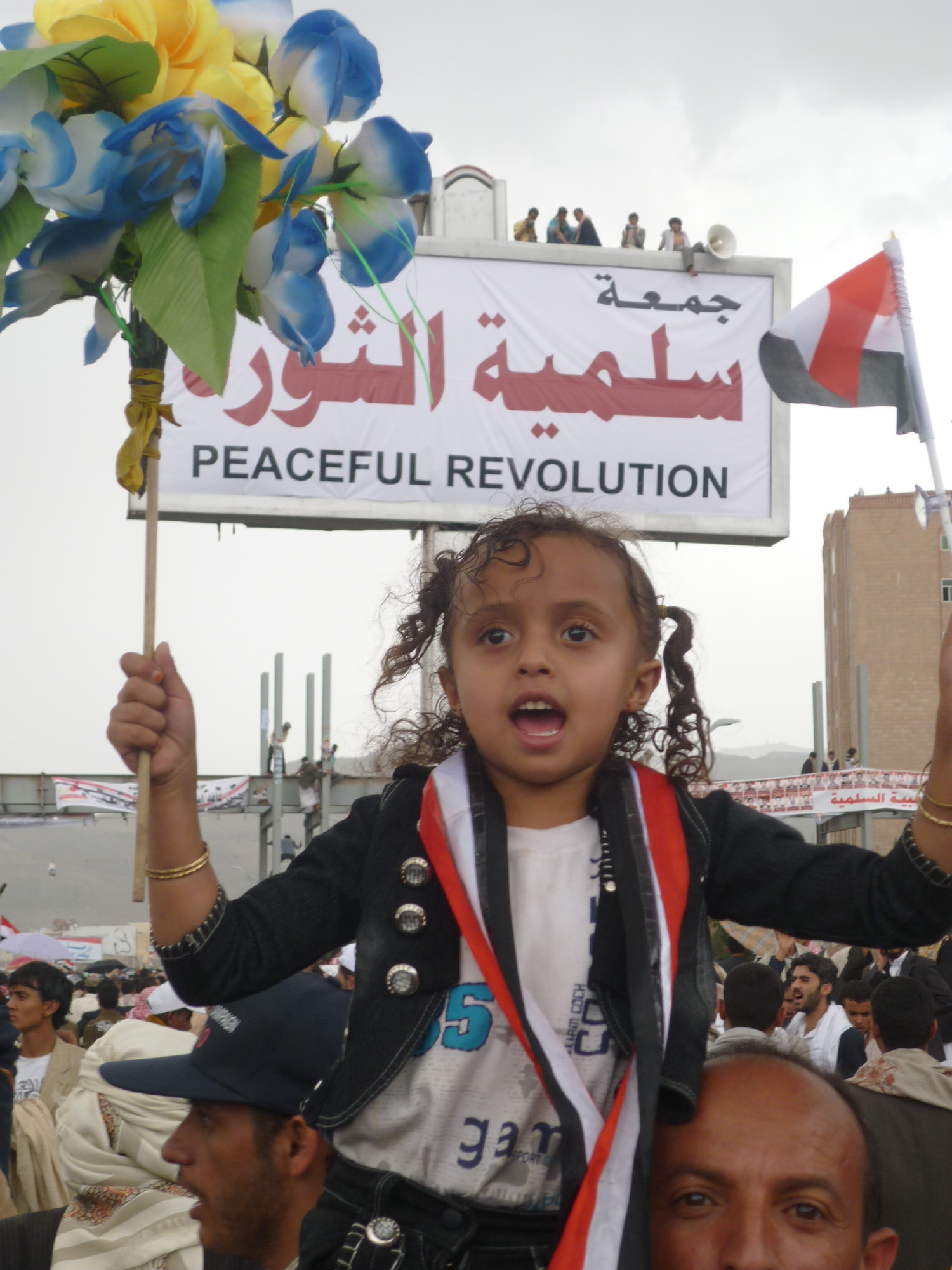
فتاة يمنية تحمل علم اليمن والزهور في شارع الستين بصنعاء في 27 مايو 2012

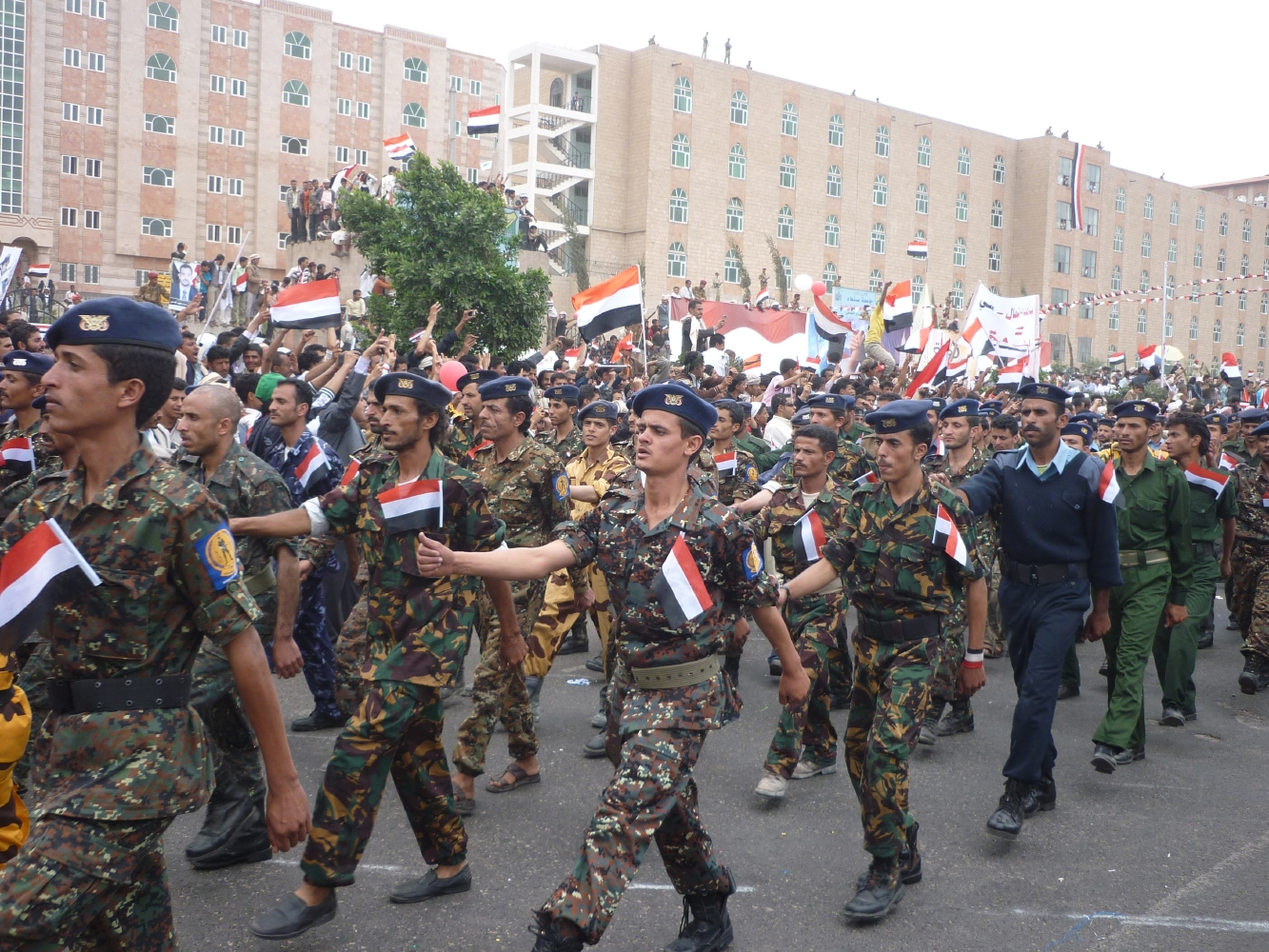
جنود يمنيون من الأمن المركزي اليمني والشرطة والأمن العام في شارع الستين بصنعاء في عرض عسكري اقامه شباب الثورة بمناسبة عيد الوحدة اليمنية في 22 مايو 2012

قامت مظاهرات شعبية على غرار الثورة التونسية وزادت حدتها بعد ثورة 25 يناير المصرية خرج المتظاهرون للتنديد بالبطالة والفساد الحكومي وعدد من التعديلات الدستورية التي كان ينويها علي عبد الله صالح، مؤشر التنمية البشرية منخفض جدا في اليمن، إذ تحتل البلاد المرتبة 133 من 169 دولة يشملها التقرير والحكومة يمنية هي أكثر الحكومات فسادا سياسيا وعسكريا واقتصاديا جاء ترتيب اليمن في المرتبة 164 من 182 دولة شملها تقرير الشفافية الدولية لعام 2011 المعني بالفساد، ولا تتجاوزه دول عربية أخرى سوى العراق والصومال حكم علي عبد الله صالح اليمن لمدة 33 سنة وأستأثر أقاربه وأبناء منطقته بمناصب مهمة وحساسة في الدولة
بدأت الاحتجاجات من جامعة صنعاء يوم السبت 15 يناير 2011م بمظاهرات طلابية وآخرى لنشطاء حقوقيين نادت برحيل صالح وتوجهت إلى السفارة التونسية، رافقها اعتقال عدد من الناشطين والمتظاهرين في 23 يناير2011م. في خطاب للرئيس في 24 يناير قال فيه «أن اليمن ليست تونس»، خرج ما يقارب 16,000 متظاهر في27 يناير 2011 تنديدا بالأوضاع الاقتصادية والسياسية للبلاد وأعلن صالح أنه لن يرشح نفسه لفترة رئاسية جديدة ولن يورث الحكم لإبنه أحمد، في 2 فبراير  تظاهر 20,000 شخص في الميادين العامة مطالبة بتنحي صالح دون شروط في بدايات شهر مارس، بدأ الأمن المركزي باستعمال العنف ضد المتظاهرين، فقتل ثلاثة أشخاص في صنعاء وشخص في المكلا وفي 18 مارس، في ما سمي بجمعة الكرامة قتل أكثر من 52 شخص برصاص قناصة ورغم أن اليمن من أكثر بلدان العالم تسلحا، حاول الثوار المحافظة على سلمية ثورتهم قدر المستطاع ولم يشكل الطلبة والشباب الذين كانوا لب الاحتجاجات أي ميليشيات مسلحة للتصدي لقوات الأمن المركزي.
في مارس 2011، بعد شهر من بداية ثورة الشباب اليمنية ضد الرئيس صالح، أعلن اللواء علي محسن الأحمر، قائد الفرقة الأولى مدرع تأييده للثورة وأنزل الجنود بآلياتهم إلى جانب المتظاهرين لحمايتهم من الاعتداءات، وصرح مسؤول يمني بأن قوات الفرقة من يحمون ساحة التغيير في صنعاء. وقدرت نسبة المنشقين من الجيش اليمني 30%  وكان العسكريون يظهرون في ساحة التغيير ويعلنوا تأييدهم للثورة، ونقلت قناة العربية يوم 15 أكتوبر 2011 م عن اللواء على محسن الأحمر بأن 7 ألف جندي من «الحرس الجمهوري» والوحدات الأمنية الأخرى قد انضموا إلى القوات الموالية للثورة اليمنية، تواجهت قوات الفرقة مع قوات الحرس الجمهوري التي كان يقودها نجل الرئيس أحمد علي أكثر من مرة في صنعاء 
وفي 1 يونيو قصفت قوات الحرس الجمهوري اليمني التي يقودها نجل صالح "أحمد" مقر قائد الفرقة الأولى مدرع الذي أعلن تأييده للثورة في وقت سابق، مع أنه اتخذت هذه القوات موقفاً محايداً في النزاع بين مسلحي القبائل وقوات الحكومة وفي 24 سبتمبر قصفت القوات الموالية لصالح مقر الفرقة الأولى مدرع مرة أخرى في أوقات متقطعة من الليل مما أسفر عن قتل 11 وإصابة 112 جندياً.
في أحداث لاحقة شن اللواء 119 مشاة والذي كان قد أيد الثورة ووقف إلى جانبها، شن عملية مشتركة مع اللواء 31 واللواء 201 المواليين لصالح شنوا هجوماً مشتركاً لاستعادة مدينة زنجبار يوم 10 سبتمبر من مسلحي القاعدة الذين كانوا يستغلون الفوضى في البلاد لتوسيع نفوذهم. تأكدت هيومن رايتس ووتش من مقتل 270 متظاهراً وماراً في الفترة من فبراير حتى ديسمبر 2011 في هجمات للأمن اليمني ومعتدين موالين للحكومة، أثناء المظاهرات المعارضة لصالح، وقد أصيب الآلاف. حتى مع استمرار الطابع السلمي للمظاهرات في الأغلب الأعم، فقد اندلعت مصادمات مسلحة في مايو معركة صنعاء (2011) بين القوات الحكومية ومقاتلي المعارضة من نخب يمنية. ارتقت هذه المصادمات إلى مستوى النزاع المسلح غير الدولي، وقُتل فيها العديد من المدنيين، ويبدو أن الكثيرين منهم سقطوا جراء هجمات عشوائية في خرق للقانون الدولي الإنساني قوانين الحرب.

#### معارك أرحب

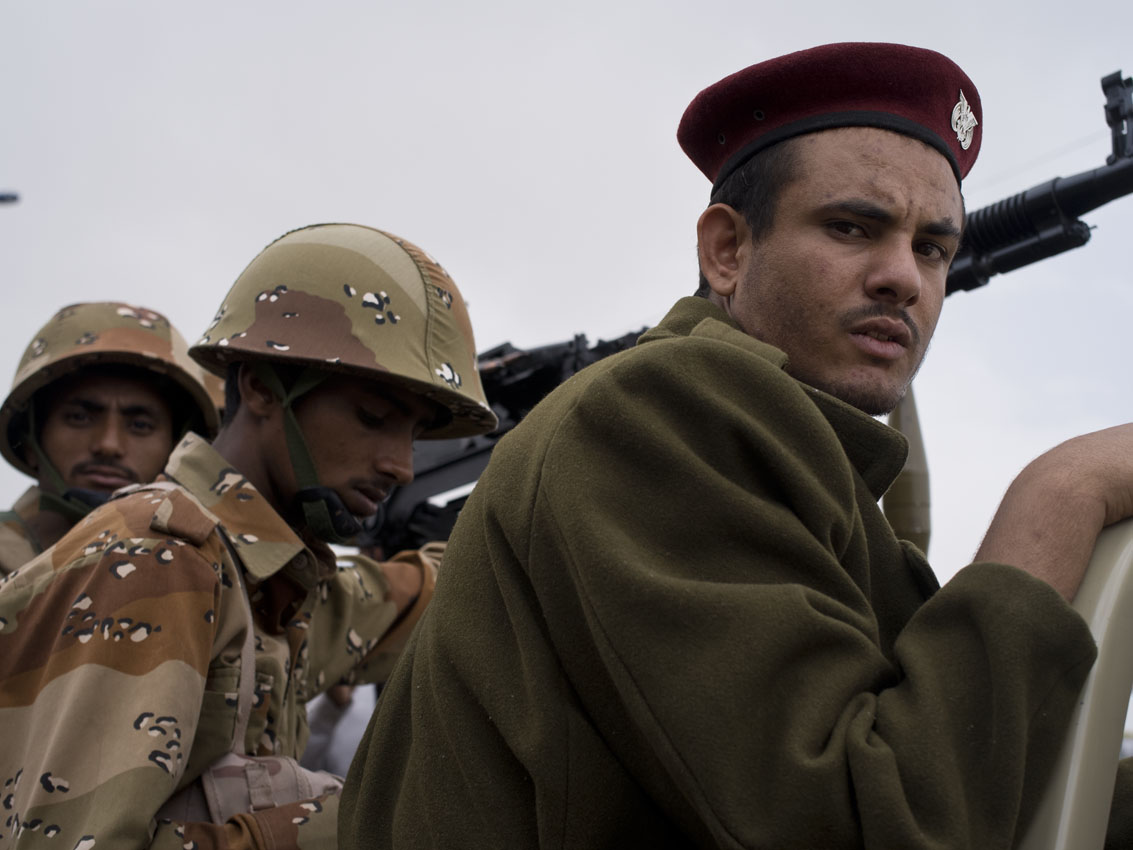
جنود بالزي العسكري القديم للقوات البرية والفرقة الأولى مدرع

شهدت منطقة أرحب[ ؟ ] شمال العاصمة صنعاء في الفترة (مارس 2011 - يونيو 2012)، أثناء ثورة الشباب اليمنية قتالاً عنيفاً بين قوات الحرس الجمهوري وبين مسلحي قبائل أرحب[ ؟ ] ونهم وبني جرموز المؤيدين للثورة. في 26 مايو 2011 حاصر رجال القبائل اللواء 62 مشاة التابع للحرس الجمهوري في منطقة نهم (80 كم) شمال شرق صنعاء في محاولة لمنعهم من الانضمام إلى القتال في العاصمة. رجال القبائل ادعوا أن زحفهم على المعسكر ردا على هجوم سابق منهم على قرية في المنطقة. وقال الشيخ حامد عاصم لرويترز أن مقاتليه قتلوا قائد المعسكر وأصابوا جنودا في الحرس الجمهوري بينما قتل ستة من رجاله في الاشتباك بنيران المدافع الرشاشة وقذائف صاروخية.
في 30 أغسطس 2011 قصفت قوات الحرس الجمهوري عدد من القرى في أرحب بصواريخ الكاتيوشا مع مواجهات مع القبائل المؤيدين للثورة، ونزح الآلاف من السكان إلى قرى بعيده من أماكن الاشتباكات، وتتهم السلطات رجال القبائل بالوقوف إلى جانب عناصر إرهابية لتنفيذ عمليات ضد الجيش، في حين يقول مسلحو القبائل أنهم يدعمون الثوار المطالبين بتنحي صالح وأسرته عن الحكم. وفي ليلة 25 سبتمبر 2011، هاجم رجال القبائل المعارضة قاعدة معسكر (اللواء 63) في منطقة مديرية نهم على بعد 70 كيلو متر شمال صنعاء وقتلوا ما لا يقل عن 11 ضابطا وجنديا من أفراده، بينهم قائد اللواء العميد أحمد الكليبي واعتقلوا 14 جنديا. وتمكنوا من السيطرة على الموقع العسكري لكنهم اضطروا للانسحاب منه بعد غارات جوية استهدفتهم واستمروا في حصار الموقع لمنع أي توغل عسكري انتقامي ضد السكان وتمكنوا من تدمير ثلاث دبابات وست عربات مصفحة واستولوا على مدرعتين واقتادوا الجنود المعتقلين والجرحى إلى مكان آمن وقدموا لهم الاسعافات الأولية اللازمة. في صباح يوم 28 سبتمبر 2011، اسقط مسلحي القبائل في منطقة أرحب طائرة حربية تابعة للحكومة، وذكر شهود عيان أن الطائرة كانت تقصف مجمع سكني في منطقة أرحب عندما أسقطت، فيما كان قد قتل شخصين في غارة جوية في منطقة أرحب في الليلة السابقة. واستهدفت الضربات الجوية المنطقة منذ 25 سبتمبر عندما تمت مداهمة اللواء 63.
في 5 أكتوبر قتل القائد الجديد للواء 63 التابع للحرس الجمهوري العميد حميد القاضي في منطقة أرحب بانفجار لغم بسيارته في المعسكر في أول يوم لتسلمه مهامه خلفاً للقائد السابق عبد الله الكليبي الذي قتل قبل أيام إبان اقتحام مسلحين قبليين مؤيدين للثورة للمعسكر وقتل قائده وعدد من الضباط والجنود وأسر آخرين. وقال محمد مبخوت، الناطق باسم قبائل أرحب إن عدد القتلى في صفوف سكان المنطقة، خلال الأشهر القليلة الماضية، بلغ أكثر من 100 شخص وأكثر من 200 جريح و13 ألف نازح في الكهوف والجبال يتكونون من 1500 أسرة.
في 19 نوفمبر هاجم رجال القبائل المعارضة معسكر اللواء 63 للمرة الثانية وكان الهجوم شاملا، وفي اليوم التالي أجرى الجيش ضربات جوية ضد المهاجمين في حين ردت المعارضة بنيران مضادة للطائرات ، وبوقت متأخر من يوم 21 نوفمبر استولت القبائل على المعسكر ومخزن كبير للأسلحة واستسلم 300-400 جندياً، وأسفر الهجوم عن مقتل 12 من مقاتلي القبائل واصابة أكثر من 40 آخرين بجروح، ومعظمهم بسبب الألغام الأرضية حول القاعدة. ولقي 20 جنديا مصرعهم أيضا.
بين 23 نوفمبر و25 نوفمبر، ضريت القوات الجوية بالطيران الحربي ونيران المدفعية معسكر اللواء 63 الذي سيطر علية مسلحي القبائل، وادعي مسؤول رفض ذكر اسمه أن ما يصل إلى 80 من مقاتلي القبائل لقوا مصرعهم.
في أبريل 2012 كشف تقرير حقوقي عن مقتل أكثر من 200 شخص وجرح 800 آخرون بينهم أطفال ونساء، حصيلة المعارك والاعتداءات من قوات الحرس على مديرية أرحب ومديرية نهم وبني جرموز شمال العاصمة صنعاء.

#### حرب الحصبة
أعلن الشيخ صادق الأحمر شيخ مشايخ قبائل حاشد واحدة من أقوى القبائل في البلاد دعمه لثورة الشباب بعد أحداث جمعة الكرامة، وبدأت الاشتباكات الخفيفة بين أنصاره المسلحين وقوات الأمن الموالية للحكومة في العاصمة صنعاء، وتحولت إلى قتال شوارع ومن ثم شملت المدفعية والهاون. حاصر مسلحي القبائل العديد من المباني الحكومية في العاصمة صنعاء وحي الحصبة وأغلقوها واعتقد السكان أن الحالة قد تتدهور إلى حرب أهلية.
خلال اليوم الثاني من القتال، قصفت القوات الموالية للحكومة كثيرًا بمدافع الهاون[ ؟ ] منزل الشيخ صادق الأحمر وقتل وجرح عدد من مقاتليه. وأدى ذلك إلى هجوم مضاد من المسلحين ضد مبنى وزارة الداخلية اليمنية الذي ضرب بمدافع هاون وقذائف صاروخية ونيران الأسلحة الرشاشة.
ارتفعت حصيلة قتلى المواجهات في اليوم الثالث من القتال إلى 69 قتيلا وعشرات الجرحى، بينهم 51 قتيلا من أنصار الأحمر وأعضاء لجنة الوساطة والقبائل المتضامنة وسكان المنازل المجاورة لمنزله. وفي المساء، أفيد بأن رجال القبائل سيطروا مبنى وزارة الداخلية ومبنى التلفزيون، ومبنى شركة طيران اليمنية. في مساء يوم 27 مايو أعلن وقف إطلاق النار، وفي اليوم التالي، تم الاتفاق على هدنة لإفساح المجال للسكان للخروج من مناطق الاشتباكات ، ومع ذلك أنهار اتفاق وقف إطلاق النار قبل 31 مايو، واستمر القتال في شوارع صنعاء. وسيطر رجال القبائل على مقر المؤتمر الشعبي العام الحاكم.
في 31 مايو عادت الاشتباكات وأطلقت قوات الرئيس صالح عشرات القذائف والصواريخ من جبل نقم على منزل الأحمر ومحيطه مما أسفر عن انفجارات في المنزل والمنازل المجاورة.
في 3 يونيو شن هجوم على دار الرئاسة بصنعاء أثناء وجود الرئيس صالح الذي أصيب صالح بجروح بالغة وأصيب سبعه مسؤولين حكوميين كبار، اتهم الإعلام الحكومي أنصار صادق الأحمر بالهجوم على القصر ونفى باسم صادق الأحمر ذلك. وبعد عودة صالح من السعودية تجددت الاشتباكات في العاصمة وبلغت الحصيلة بين 18 سبتمبر و25 سبتمبر، ما يقارب 162 قتيل من المتظاهرين برصاص قوات الأمن مع الجيش الذي استخدام المدفعية على المسيرات المعارضة.

### هيكلة الجيش

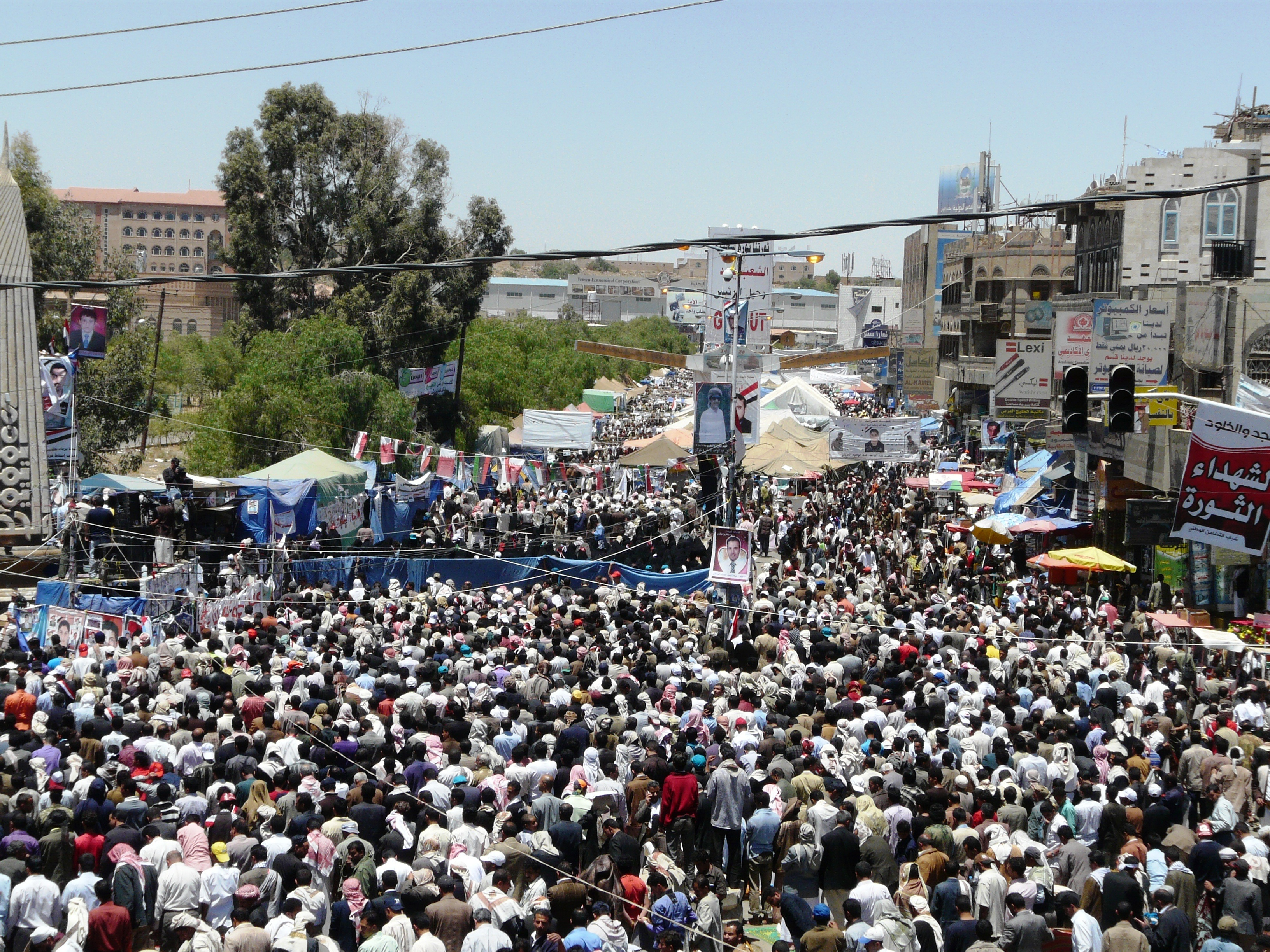
مشاهد يومية للمظاهرات المطالبة برحيل النظام في صنعاء، ومحافظات يمنية عديدة.

تحددت أبرز مصادر قوة صالح في هيمنته على الجيش والأمن، والإعلام الرسمي، وموارد الدولة المالية، والجهاز الإداري للدولة، لكن أكثرها أهمية كان القوات المسلحة والأجهزة الأمنية والاستخباراتية التي يسيطر عليها بعض أقارب الرئيس وابنه وأبناء شقيقه! 
كان أحد أبرز أهداف الثورة الشعبية اليمنية إقصاء أقارب صالح من قيادة الجيش والأمن أو توحيد الجيش تحت قيادة واحدة كما صار يوصف بعد انتخاب الرئيس الجديد وبعد تشكيل حكومة وفاق وطني، وتمثلت المعضلة الكامنة في مسألة توحيد الجيش اليمني تحت قيادة واحدة أنه يعني سياسيا إزالة الطابع العائلي عن أقوى الوحدات العسكرية والأمنية، كالحرس الجمهوري والأمن المركزي التي أحكم أنصار الرئيس السابق وأقاربه السيطرة عليها، ومن ثم وضعها تحت إدارة عسكرية وأمنية مهنية لا تدين بالولاء لقيادتها السابقة ولا لفرد أو حزب أو لجهة غير دستورية.
ومن الواضح أن تحقيق هذا الأمر لم يكن أمرا سهلا، ويصعب أن يمر بهدوء ودون أي اعتراضات مباشرة أو غير مباشرة مثل افتعال تمردات مسلحة وقطع الطرق الرئيسية وتفجير أنابيب النفط وخطوط ال كهرباء!
ولكل ذلك كانت عملية السير في توحيد الجيش والأمن عملية محفوفة بالمخاطر وأشبه بالسير في حقل ألغام، واتبع الرئيس عبد ربه منصور هادي سياسة النفس الطويل في تفكيك منظومة[ ؟ ] القيادة الموالية للرئيس السابق، وعمل على تحقيق أهدافه بأساليب أقل استفزازا عبر إخراجها وكأنها عملية تغيير تشمل جميع الأطراف المؤيدة للرئيس السابق والمعارضة له، كما أنه بدأ بالقيادات الأقل أهمية نوعا ما، وتأجيل إزاحة الرؤوس الكبيرة إلى آخر مرحلة.
ثمة دواع أخرى أخرت صدور قرارات توحيد الجيش وإزاحة أبرز أقارب الرئيس السابق، تمثلت كما تداولته وسائل إعلام يمنية في خشية الشركاء الدوليين -وخاصة الولايات المتحدة - في إضعاف عمليات الحرب ضد القاعدة التي تشارك فيها القوات الخاصة تحت إدارة قائد الحرس الجمهوري. لكن وعي المطالبين بتوحيد الجيش بالآثار الخطرة لاستمرار انقسامه وسيطرة أقارب صالح على قوات مسلحة ضخمة، وإصرارهم على موقفهم بضرورة توحيد الجيش قبل انعقاد مؤتمر الحوار الوطني، واقتناع الرئيس هادي نفسه بهذه المطالب، جعل المتخوفين الدوليين يراجعون موقفهم ويقتنعون بوجاهة هذه المطالب، خاصة مع تكرار عمليات التخريب وإقلاق الأمن المتهم بها أنصار صالح، وتباطؤ تنفيذ بنود المبادرة الخليجية والخوف من انهيار العملية السياسية برمتها، فمنحوا تأييدهم لتوحيد الجيش وتعهدوا بمعاقبة كل من يقف في وجه ذلك.
رسميا، تم إعلان توحيد أجزاء الجيش اليمني للمرة الأولى على أساس وطني كما هو مأمول، لكن يبقى المحك الحقيقي هو في نجاح الرئيس هادي في تنفيذ قراراته بصورة كاملة، وتجاوز الاعتراضات ومحاولات العرقلة السرية والمعلنة، وإثارة القلاقل والفوضى[ ؟ ]، وإعلان مواقف معارضة باسم رفض التدخل الأميركي في الشؤون الداخلية، كما يروج لها في وسائل إعلام تابعة للرئيس السابق وجماعة الحوثيين الشيعية، بحجة أن توحيد الجيش تم بإشراف ونصائح أميركية.
لكن التأييد الكبير الذي لاقته من كثير من القوى السياسية والشعبية والقوى الإقليمية والدولية، سيجعل أي مقاومة تبدو إصرارا على الزج باليمن في حرب أهلية كما هو الحال في سوريا، وإسقاط العملية السياسية لصالح أجندة الوالفوضى[ ؟ ] المحلية والإقليمية، وهو أمر غير مقبول يمنيا وخارجيا.

#### الأهداف
لعب الجيش اليمني، في ظل حالة الانقسام والاستقطاب[ ؟ ] السياسي والاجتماعي الحاد خصوصًا بين بعض الأطراف، دور الضامن الوحيد للاستقرار، والحفاظ على وحدة البلد وحماية مصالحه العليا. وقد سعت قرارات الهيكلة لإصلاح مؤسسة الجيش في ثلاثة جوانب رئيسية، كان أهمها إنهاء حالة الانقسام في الجيش الناتج عن انشقاق جزء كبير منه وانضمامه إلى الثورة الشبابية، وذلك بتفكيك منظومة الحرس الجمهوري المحسوبة على النظام السابق (تقدر بـ 33 لواء مع القوات الخاصة)، والفرقة الأولى مدرع المحسوبة على الثورة (تقدر بـ 23 لواء)، وتوزيع ألويتهما ضمن الهيكل التنظيمي الجديد للجيش. والجانب الثاني، إعادة البناء المؤسسي للجيش ومعالجة الاختلالات البنيوية والمؤسسية العميقة، الناتجة عن السياسات التي مارسها نظام علي عبد الله صالح في الجيش خلال 33 سنة.
أما الجانب الثالث الذي هدفت إليه الهيكلة، فهو إصلاح علاقة الجيش بمنظومة الحكم والسياسة، من خلال استبعاد وإضعاف مراكز النفوذ السياسية فيه، وتحويله إلى مؤسسة احترافية محايدة تخدم مصالح الدولة العليا فقط، متجردة من الولاءات الفرعية، ولا تنحاز لمصلحة أي طرف سياسي أو اجتماعي. ورغم أن قرارات الهيكلة حققت خطوة مهمة في هذا الجانب، إلا أن الواقع يشير أنها وحدها لا تكفي، وهناك حاجة ماسة لإجراءات إضافية، تحتاج إلى وقت، وقبل ذلك إرادة سياسية حقيقية ونوايا صادقة؛ فقد أظهرت الثورة وجود خلل في التركيبة البنيوية للجيش، وضاءلت التعدد الاجتماعي فيه كون قبيلة الرئيس صالح كانت الرافد البشري الأول له لسنوات طويلة. وضعف الوعي القيمي لمنتسبيه، وظهور الحاجة لإصلاح ال عقيدة القتالية، وإعادة بناء منظومة القيم واتجاهات الولاء لدى منتسبيه، بما يؤدي إلى تعزيز وظيفة الجيش كمؤسسة للدمج الاجتماعي، وإعلاء الهوية الوطنية لتكون فوق الهويات الفرعية ال مناطقية والحزبية والمذهبية داخل الجيش. ويحتاج ذلك إلى ترسيخ الشعور بالعدالة والمساواة[ ؟ ] لدى منتسبيه، والالتزام الصارم بالمعايير المؤسسية في منح الترقيات والتعيين في المناصب، وتفعيل أنظمة المحاسبة والمساءلة ونظام التقاضي داخل المؤسسة العسكرية لمنع الانحرافات والبت العادل في التظلمات.

#### القرارات
منذ صعود الرئيس عبد ربه منصور هادي لرئاسة اليمن عمل على إعادة بناء الجيش من كافة الجوانب عبر تغيير الكثير من قادته وعزل أقارب الرئيس السابق علي عبد الله صالح من مراكز نفوذهم في الجيش والأمن وإعادة تقسيم مسرح العمليات العسكرية وإلغاء وحدات عسكرية كبيرة ودمج القوات مع بعضها لتكون جيش واحد.
تضمنت هيكلة الجيش إعادة تقسيم مسرح العمليات العسكرية إلى 7 مناطق عسكرية والتي كانت مسبقاً 5 مناطق وإعادة مكان قيادة المنطقة المركزية إلى محافظة ذمار كما كان عليه قبل صعود صالح للرئاسة والذي نقله للعاصمة صنعاء ، وتضمنت الهيكلة تشكيل مجلس عسكري استشاري للقائد الأعلى للقوات المسلحة واستحداث مناصب عليا في الجيش ووزارة الدفاع كمنصب المفتش العام للقوات المسلحة ونائب لرئيس هيئة الأركان العامة وأربعة مساعدين لوزير الدفاع، وتشكيل خمس هيئات في رئاسة هيئة الأركان العامة.
في أغسطس 2012 قضت قرارات بإنشاء قوات الحماية الرئاسية وإلحاق ألوية من الفرقة والحرس إلى قيادة المناطق العسكرية العاملة فيها، وفي ديسمبر أعيد تشكيل القوات المسلحة وإنشاءقوات الاحتياط الاستراتيجي وإلغاء الحرس الجمهوري والفرقة الأولى مدرع، وقضت قرارات في 10 أبريل بتعيين علي محسن الأحمر (قائد الفرقة الأولى مدرع سابقا) والذي أعلن تأييده للثورة الشبابية بتعيينه مستشار للرئيس، بينما استبعد أحمد علي عبد الله صالح (قائد الحرس الجمهوري اليمني سابقا) والنجل الأكبر لعلي عبد الله صالح من أي منصب عسكري وعين سفيراً لدى الإمارات. فيما عين طارق محمد عبد الله صالح (قائد الحرس الخاص سابقاً) سفيراً في ألمانيا ومحمد علي محسن الأحمر (قائد المنطقة الشرقية سابقاً) ملحق عسكري في سفارة اليمن في قطر، وعمار محمد عبد الله صالح (وكيل الأمن القومي سابقاً) ملحق عسكري في سفارة الجمهورية في أثيوبيا، وهاشم عبد الله بن حسين الأحمر ملحقاً عسكريا ً في سفارة اليمن لدى السعودية، وقالت هيومن رايتس ووتش إن قيام الرئيس هادي في بإزاحة شخصيات على صلة بالانتهاكات من القيادة العسكرية أحمد علي عبد الله صالح وعمار محمد (وكيل الأمن القومي سابقاً) وطارق محمد عبد الله صالح (قائد الحرس الخاص سابقاً)، يمثل خطوة مهمة في المرحلة الانتقالية في اليمن بعد الثورة. ولكن تعيينهم في مناصب من شأنها أن تمنحهم الحصانة الدبلوماسية، يعد من بواعث القلق  حيث قالت هيومن رايتس ووتش أنها وثقت أدلة على انتهاكات جسيمة لحقوق الإنسان تورطت فيها القوات الخاضعة لقيادة هؤلاء الرجال الثلاثة، بما في ذلك الاعتداءات على المتظاهرين والاعتقال التعسفي والتعذيب وأعمال الاختفاء القسري. وقضى القرار 21 بتخصيص مقر معسكر الفرقة الأولى مدرع (سابقاً) بالعاصمة صنعاء ليكون حديقة عامة تسمى حديقة 21 مارس 2011  وهو تاريخ انضمام علي محسن الأحمر للثورة الشبابية. وفي خطوة لتقوية وزارة الدفاع قضى القرار رقم 16 لسنة 2013 بتشكيل احتياط وزارة الدفاع بقيادة «علي علي الجائفي»، حيث تكون مقر قيادة التشكيل الجديد في «معسكر 48» والذي كان مقر لقيادة ما كان يسمى ب الحرس الجمهوري بحيث يتبع الاحتياط وزارة الدفاع والأركان العامة، ويستخدم للقتال بقرار من القائد الأعلى للجيش.

#### ردود الفعل
لم تمر كل قرارات التغيير بهدوء، وكان أسوأ ما حدث إلى ما قبل صدور القرارات الأخيرة هو تمرد محمد صالح الأحمر قائد القوات الجوية (الأخ غير الشقيق لصالح) الذي لم يستسلم بسهولة لقرار تنحيته، وتحدثت أنباء متواترة يومها عن عمليات استيلاء واسعة على الأسلحة والذخائر قام بها القائد المعزول قبل أن يخضع للأمر الواقع.. لكن الرسالة كانت واضحة أن الاقتراب من الحرس الجمهوري سيكون باهظ الثمن، وربما يؤدي إلى حرب أهلية!
في محاضرة كان يلقيها محمد صالح الأحمر قائد القوات الجوية في مقر القوات الجوية أستفز فيها الجنود وحاول أحد الجنود الاعتداء عليه فأعتقله الحراس وأخفوه وأدى ذلك إلى تفجر انتفاضة ضد القائد تطالبه بالرحيل من القوات الجوية. توسعت الانتفاضة إلى أكثر من 7 محافظات، وقام منتسبو القوات الجوية في صنعاء بالاعتصام جوار منزل الرئيس عبد ربه منصور هادي للمطالبة بتنفيذ مطالبهم واستمرت الاعتصامات حتى استجاب الرئيس لذلك وقام بتعيين العميد طيار ركن راشد ناصر الجند خلفاً للأحمر الذي رفض القرار وأشترط إقالة وزير الدفاع واللواء علي محسن الأحمر ورئيس هيئة الأركان أحمد الأشول، وقام الأحمر بإغلاق مطار صنعاء الدولي وأطلق الجنود المؤيدين له النار على برج المراقبة في المطار، وبعد 18 يوم من التمرد أنهى الأحمر قراره بعد مساعي قام بها مبعوث الأمم المتحدة لليمن جمال بن عمر.
في 6 أبريل قام هادي بمحاولة لتغيير قائد اللواء الثالث التابع للحرس الجمهوري طارق محمد عبد الله صالح، أدى لتمرد طارق الأحمر لمدة 65 يوما ووضعت كتائب أخرى تابعة للحرس حد للتمرد في يوم7 يونيو حيث تمكنت من نزع سلاح المتمردين والسيطرة على اللواء. تخلى صالح بعد ذلك عن قيادة اللواء المتمردة، ويعتبر اللواء الثالث التابع للحرس الأقوى والأفضل تجهيزا في الجيش، وتولى قيادته عبد الرحمن الحليلي.
في 6 أغسطس أعلن الرئيس هادي قرار بالحد من سلطة أحمد علي عبد الله صالح، قضت بنقل ثلاثة ألوية تابعة للحرس مع قوات أخرى من الجيش إلى قوة جديدة تدعى تشكيل الحماية الرئاسية والتي تكون تحت الإشراف المباشر من رئيس الجمهورية، ونقل لواءين آخرين من الحرس إلى المناطق العسكرية الجنوبية والوسطى. وكردة فعل لمحاولات إعادة هيكلة الجيش، تظاهر حوالي 200 جندي بالسلاح من أفراد «الحرس الجمهوري» أمام مبنى وزارة الدفاع بصنعاء، مما أدى إلى انتشار قوات من الجيش خشية محاولة اقتحام المبنى. في 14 أغسطس 2012 قام مئات من جنود الحرس الجمهوري الموالون للرئيس السابق علي صالح بالهجوم على مقر وزارة الدفاع بصنعاء بالأسلحة الرشاشة وبالقذائف المضادة للدروع وذلك بعد أن حاصروه، وذكر مدير مكتب قناة الجزيرة بصنعاء سعيد ثابت ان القوات الأمنية اعتقلت 40 شخصاً من قوات الحرس الجمهوري بعد هجومهم على مبنى الوزارة. وذكرت مصادر طبية لبي بي سي أن جنديين من حراس الوزارة قتلا وأصيب 17 آخرين في حصيلة أولية للمواجهات المتقطعة التي تدور منذ صباح الثلاثاء بين قوات الشرطة العسكرية المكلفة بحماية مجمع وزارة الدفاع ومئات الجنود المسلحين من قوات الحرس الجمهوري، وأكدت اللجنة الأمنية العليا في بيان لها أنه الجنود المقبوض عليهم وسيتم التحقيق معهم وإحالتهم إلى القضاء العسكري لينالوا جزائهم العادل.

### انقلاب اليمن 2014
نتيجة لهيكلة الجيش اليمني، تحالف علي عبد الله صالح مع الحوثيون لإضعاف الرئيس هادي وخصومهم السياسيين، وبدأ الحوثيون التوسع في محافظة صعدة بفرض حصاراً على دماج. وتوسعوا في محافظتي الجوف وحجة.
وبينما كانت جميع الأطراف تشارك في الحوار الوطني اليمني، كان الجناح العسكري للحوثيين يحضرون لمعركتهم القادمة في محافظة عمران، بالتنسيق مع المؤتمر الشعبي العام، لملاحقة عائلة الأحمر والسيطرة على مراكز نفوذهم في المحافظة، وبعد ذلك اجتاح الحوثيون معسكر اللواء 310 مدرع لاعتباره تابعاً لعلي محسن الأحمر وموالياً لحزب التجمع اليمني للإصلاح، وقتلوا قائدة العميد حميد القشيبي  وتقدموا باتجاه صنعاء، واجتاحوا صنعاء وسيطروا عليها في 21 سبتمبر 2014 وخاضوا اشتباكات مع قوات عسكرية موالية لعلي محسن الأحمر، وسيطروا على مقر قيادة المنطقة العسكرية السادسة الذي كان مقراً للفرقة الأولى مدرع.
قام الحوثيون بانقلاب اليمن 2014 وهاجموا منزل الرئيس هادي في 19 يناير 2015 بعد اشتباكات مع الحرس الرئاسي، وحاصروا القصر الجمهوري الذي يقيم فيه رئيس الوزراء،  واقتحموا معسكرات للجيش ومجمع دار الرئاسة، ومعسكرات الصواريخ.
استقال الرئيس هادي وحكومته، فأصدر الحوثيون ما أسموه بالـ«إعلان الدستوري» في 6 فبراير 2015 وقاموا بحل البرلمان،  وتمكين «اللجنة الثورية» بقيادة محمد علي الحوثي لقيادة البلاد،  لم يبت مجلس النواب في استقالة عبد ربه منصور هادي وغادر إلى عدن في 21 فبراير 2015 معلناً تراجعه عن استقالته. وتحالف الحوثيون وأنصار علي عبد الله صالح في رفض تراجعه عن استقالته، وأتخذ هادي قرار في 3 مارس 2014 بإقالة العميد عبد الحافظ السقاف، وتعيين العميد ثابت جواس بديلاً عنه قائد لفرع القوات الخاصة في عدن، التي يتراوح عدد أفرادها بين 1500 و2000 جندي، ورفض السقاف القرار مما فجر المواجهة،  في محيط مطار عدن الدولي في 19 مارس 2015 بين قوات عسكرية يقودها وزير الدفاع محمود الصبيحي مسنودة بمسلحين قبليين مواليين للرئيس عبد ربه منصور هادي من طرف، وقوات معسكر قوات الأمن الخاصة يقوده ضابط موالي لعلي عبد الله صالح مسنودين بمسلحين حوثيين من طرف آخر. واستعادت القوات البرية في المنطقة العسكرية الرابعة السيطرة على مطار عدن، واقتحمت «معسكر الصولبان» (معسكر قوات الأمن الخاصة) المجاور للمطار وأحكمت السيطرة عليه،  وتعرض «قصر المعاشيق» (القصر الجمهوري) الذي يقيم فيه الرئيس هادي، لقصف جوي من طائرة حربية أقلعت من قاعدة الديلمي الجوية بصنعاء التي يسيطر عليها الحوثيون.
وشن الحوثيون حملة عسكرية لملاحقة الرئيس هادي، مدعومين بقوات عسكرية مؤيده لعلي صالح، بدأ الهجوم باندلاع اشتباكات في محافظة تعز في 22 مارس 2015، وسيطر الحوثيون على مطار عسكري في تعز،  وتوجهوا مدعومين بقوات تابعة للحرس الجمهوري المنحل صوب محافظة عدن، وأرسلوا تعزيزات عسكرية جديدة إلى جنوب اليمن في 23 مارس 2015، باتجاه مضيق باب المندب الاستراتيجي، واستولت قوات الحوثي على المباني الحكومية في مدينة الضالع في 24 مارس وكانوا يتقدمون في المدينة خلال قتال عنيف في محافظة لحج،  وتم طرد المقاتلين الحوثيين بسرعة من الضالع و«كرش» من قبل القوات الموالية للرئيس هادي، مدعومة باللجان الشعبية.
في صباح 25 مارس 2015 استولى الحوثيين على قاعدة العند الجوية بمحافظة لحج، على بعد 60 كيلومترا من عدن. وقال الحوثيون أنهم قبضوا على وزير الدفاع محمود الصبيحي، في مديرية الحوطة، ومن مصر، ودعا وزير الخارجية اليمني رياض ياسين للتدخل العسكري ضد الحوثيين. وتقدم مقاتلي الحوثي إلى مديرية دار سعد، على بعد 20 كم إلى الشمال من عدن. وفي نفس اليوم، استولت مليشيات موالية للحوثيين وصالح على مطار عدن الدولي وقاعدة جوية قريبة منه، وذلك بعد اشتباكات مع الجيش الموالي للرئيس هادي. وغادر هادي البلاد في 25 مارس لحضور اجتماع القمة العربية، 

### الحرب بقيادة السعودية على الحوثيون وقوات صالح
في فجر 26 مارس 2015، أعلنت السعودية بدء عملية عاصفة الحزم لاستعادة الشرعية في البلد بمشاركة العديد من الدول الخليجية، وتقديم المساعدة اللوجستية من الولايات المتحدة الأمريكية. وبدأت العملية بقصف جوي كثيف على المواقع التابعة لمليشيا الحوثي والقوات التابعة لصالح في مختلف محافظات اليمن. وبدأت أول الضربات الجوية على مطار صنعاء وقاعدة الديلمي الجوية ومقر قيادة القوات الجوية التي كان الحوثيون قد سيطروا عليها.
لم تدخل القوات الجوية في المعركة بسبب سيطرة مليشيا الحوثيين على القواعد العسكرية، ورفض العديد من الطيارين العمل مع عدوهم السابق، وخروج العديد من المقاتلات عن الجاهزية بسبب عدم الصيانة، وبقيت جميع مقاتلات القوات الجوية على الأرض أثناء بدء العمليات العسكرية ضد الحوثيين التي استهدفت في الدرجة الأولى مطارات وقواعد القوات الجوية والدفاع الجوي.
في خلال الضربات الجوية في مارس 2015 لم تستهدف الغارات الأصول القتالية الرئيسية للقوات الجوية، وأقتصرت على هجمات محدودة على المدرجات وهياكل المطار الثانوية والخدمات اللوجستية، وظلت الطائرات المقاتلة واقفة في العراء، وليس من الواضح هل قرر التحالف بقيادة السعودية تجنيب الطائرات العسكرية ومن ثم تغير هذا القرار، أم أن الضربات الأولية فشلت في تدمير الطائرات العسكرية التي تضررت خلال ضربات لاحقة. وذكرت مصادر أخرى أن الضربات الأولى استهدفت عدداً من سوخوي سو-17 وإف 5.
ولم تتمكن وحدات «الدفاع الجوي» من التصدي لأي من الطائرات المقاتلة لدول التحالف، إلا أنها تطلق باستمرار وبشكل متواصل محاولة التصدي للمقاتلات أو التشويش عليها، وتستخدم وحدات الدفاع الجوي مدفع 23 مم ثنائي في مختلف المدن والمحافظات اليمنية، الذي يبلغ مداه حتى 2.5 كيلومتر، في حين تستطيع المقاتلات السعودية من طراز إف-16 فايتنج فالكون التحليق على علو 15.2 كيلومتر.
في 7 مايو، قال الحوثيين أنهم أسقطوا طائرة هليكوبتر أباتشي على الحدود اليمنية السعودية. وأكدت السعودية سقوط الطائرة إلا أنها قالت أن ذلك يعود لخلل فني أصابها.
في حين تتعرض القوات البرية ممثلة بوحدات الحرس الجمهوري (سابقاً) وقوات الأمن الخاصة والقوات البرية لغارات جوية بين الحين والآخر من قبل التحالف العربي سواء في معسكراتها ومواقعها العسكرية أو عند محاولتها التحرك جنباً إلى جنب مع الحوثيين للقتال في عدن والضالع وشبوة ومحافظات جنوب اليمن بالإضافة إلى مأرب[ ؟ ] وتعز، وللمشاركة في قتال الوحدات العسكرية المؤيدة للرئيس هادي وللسيطرة على تلك المحافظات والمدن اليمنية خلال الحرب الأهلية اليمنية.
وتشارك بعض الوحدات العسكرية للحرس الجمهوري وقوات حرس الحدود القتال مع الحوثيين في الاشتباكات الحدودية اليمنية السعودية ومحاولات استهداف المواقع العسكرية في منطقتي نجران وجيزان على الحدود اليمنية السعودية.
أعلنت السعودية في 21 أبريل تدمير الصواريخ البالستية التي في حوزة القوات المؤيدة لصالح والحوثيين،  إلا أن الحوثيين والقوات العسكرية الموالية لهم تمكنوا في 6 يونيو من إطلاق صاروخ سكود مستهدفاً قاعدة الأمير خالد الجوية في مدينة خميس مشيط، وأعلنت السعودية أن الدفاع الجوي السعودي أعترضه بصاروخي باتريوت.

## التصنيع الحربي
ينتج اليمن عدة من المدرعات «قطيش 1» و «قطيش 2» و«جلال 3»  ففي 3 يونيو 2010 أعلن اليمن عن إنتاج 300 عربة مدرعة.

## الهيكل التنظيمي
يتكون الهيكل التنظيمي للقوات المسلحة مما يلي:
أولاً / السلطة القيادية وتسلسلها بالترتيب التالي:- رئيس الجمهورية القائد الأعلى للقوات المسلحة رئيس مجلس الدفاع الوطني ووزير الدفاع ورئيس هيئة الأركان العامة ونائب رئيس هيئة الأركان العامة.
ثانيا / جهاز الإدارة السياسية والعسكرية:-
1. وزارة الدفاع: بصفتها المسئولة عن مهام السياسة الدفاعية للدولة ومهام التأمين الاستراتيجي للقوات المسلحة وتتكون من (وزير الدفاع ومساعدون لوزير الدفاع)
2. هيئة الأركان العامة بصفتها المسؤولة عن مهام اعداد وتأمين وإدارة شئون القوات: وتتكون من (رئيس هيئة الأركان العامة - نائب واحد لرئَيس هيئة الأركان العامة - هيئات مختصة تضم كل منها عدد من الدوائر الاختصاصية)

ثالثاً / المكونات الرئيسية للقوات المسلحة:- القوات البرية اليمنية - القوات البحرية والدفاع الساحلي - القوات الجوية والدفاع الجوي - قوات حرس الحدود - الاحتياط الاستراتيجي.

### القوات البرية
تتمثل في سبع مناطق عسكرية وعدد من المحاور العملياتية وهي الفرع الأكبر للجيش، وتعتمد في تسليحها على معدات غربية وشرقية والصنع المحلي لبعض المعدات العسكرية، وتمتلك قاعدة إدارية ولوجستية وشبكة اتصالات عسكرية حديثة ومستشفيات ثابتة وميدانية، وتمتلك أيضا مزارع وحضائر أغنام ومزارع دواجن ومصانع أغذية، وتمتلك القوات البرية اسطول كبير من الناقلات البرية المتوسطة والثقيلة والخفيفة. تشمل القوات البرية ألوية ووحدات الحرس الجمهوري اليمني والفرقة الأولى مدرع التي تم إلغائهما في 19 ديسمبر 2012. يمتلك الجيش عدد كبير من تي-54، إذ تتراوح أعداده ما يقارب 700 ولكن أغلبها غير محدثة.
| النوع  | اسم الوحدة    | العدد 2000 | العدد 2010        | ملاحظات أو صور                               |
| ------ | ------------- | ---------- | ----------------- | -------------------------------------------- |
| دبابة  | تي-54 / تي-55 | 500        | 300               | هناك تضارب في أعدادها في 2010                |
| دبابة  | تي-62         | 250        | 200               |                                              |
| دبابة  | إم-60 باتون   | 240~50     | غير معرف          |                                              |
| دبابة  | تي-72         | 60         | أكثر من 300 دبابة | أغلبها حدث في اليمن وتتبع الحرس الجمهوري     |
| دبابة  | تي-80         | 31         | أكثر من 100       | تابعة للحرس الجمهوري                         |
| دبابة  | تي-34         | 50~100     | 30                |                                              |
| دبابة  | تي-90         | لا يوجد    | غير معروف         | تعاقدت عليها عام 2009 وسلم جزء منها عام 2011 |
| إجمالي | -             | 1091       | أكثر من 1131      |                                              |

### القوات البحرية والدفاع الساحلي
تم إنشائها بعد توحيد اليمن في 1990 وتشمل مهامها حماية الشريط الساحلي اليمني على البحر الأحمر والبحر العربي، وتتكون من قيادة القوات البحرية والدفاع الساحلي ووحدات بحرية عائمة ووحدات دفاع ساحلي ووحدات مشاه بحرية وتمتلك القوات الجوية عدة قواعد عسكرية بحرية منها «قاعدة المكلا البحرية» في المكلا بحضرموت و«قاعدة التواهي البحرية» في عدن.

### القوات الجوية والدفاع الجوي
مهمتها حماية سيادة النطاق الجوي اليمني، تتشكل القوات الجوية من 8000 جندي وتمتلك تقديرياً 247 قطعة جوية ابتداءً من طائرات التدريب إلى المقاتلات الجوية مروراً بطائرات النقل ومروحية نقل/مقاتلة وبضع مروحيات طبية تم تدشينها في منتصف 2013. يعتمد التسليح اليمني عمومًا على التسليح الشرقي خصوصاُ من روسيا وتمتلك 30 طائرة من سوخواي 22 إضافة إلى أربع طائرات أخرى من طراز سوخوي 22UM3 في ترسانتها المكونة من 79 طائرة في نطاق الخدمة. وتمتلك القوات الجوية عدة قواعد عسكرية من أهمها «قاعدة الريان الجوية» في المكلا و«قاعدة عتق الجوية» في شبوة و«قاعدة تعز الجوية» في تعز و«قاعدة العند الجوية» في لحج و«قاعدة الحديدة الجوية» في الحديدة.

#### سقوط الطائرات واغتيال الطيارين
تتكرر حوادث تحطم الطائرات العسكرية اليمنية خصوصا وأن معظم طائرات الجيش اليمني روسي الصنع وهو قديم ومتهالك، وفي كل مرة تأتي التصريحات الرسمية لتؤكد ان السبب خلل فني.
كشفت إحصائية محلية عن سقوط 20 طائرة عسكرية وتدمير 4 طائرات واحتراق أخرى وعن مقتل 16 طيارا ومساعد طيار ومقتل 23 مدربا وفنيا وملاحا خلال الفترة بين 2004 - 2012. ولكن في عام أواخر 2012 وعام 2013 زادت الحوادث والاغتيالات التي تطال القوات الجوية بشكل مريب يثير الكثير من الشكوك.
ففي 31 أكتوبر 2011 في حادثة غامضة تم تفجير 4 طائرات عسكرية 3 منها من نوع سوخوي والرابعةإف-5 في قاعدة الديلمي الجوية. وبعد ذلك بعام في 15 أكتوبر 2012 تحطمت طائرة ميج-21 إثر إقلاعها في قاعدة العند الجوية على ارتفاع 50 متر من الأرض بعد إقلاعها. وفي 21 نوفمبر 2012 سقطت طائرة نقل عسكرية من طراز أنتونوف أن-24 في حي الحصبة مما أسفر عن مقتل عشرة من أفراد طاقمها، وتحدثت مصادر إعلامية عن إصابة الطائرة بعدة طلقات نارية أدت لسقوطها.
وفي 19 فبراير 2013 قتل 12 شخصا بينهم 3 نساء وطفلين عندما سقطت طائرة عسكرية من نوع سوخوي سو-22 فوق عدة مباني سكنية بالقرب من ساحة التغيير بصنعاء. وفي يوم الاثنين 6 مايو أعلن مصدر عسكري بوزارة الدفاع اليمنية وقوع انفجار في خزانات وقود الطائرات في قاعدة العند الجوية وفي نفس اليوم استهدفت طائرة عموديةهليكوبتر في منطقة همدان بصنعاء وبعد ذلك بيومين في 8 مايو لقي ثلاثة طيارين يمنيين يعملون في قاعدة العند الجوية، مصرعهم في عملية اغتيال في محافظة لحج.
في 13 مايو من نفس الأسبوع سقطت طائرة عسكرية روسية الصنع من طراز سوخوي في العاصمة صنعاء في شارع الخمسين بالقرب من حي دار سلم، جنوب العاصمة وقتل فيها قائدها وأصيب العديد من المواطنين  وأظهرت صور التقطت لحطام الطائرة ثقوب في حطامها يشتبه بأنها لطلقات نارية أصابت الطائرة، وأوضح مدير المركز الإعلامي للقوات الجوية الرائد طيار مهدي العيدروس أن تحطم الطائرة بفعل فاعل وأن المؤشرات الأولية لحادثة سقوط طائرة السوخوي تشير إلى احتمالية تعرض الطائرة لطلق ناري أو ان عبوة ناسفة زرعت عليها، وأوضح أن السبب هو خلل امني وليس خلل فني.
في 6 أغسطس 2013 تعرضت طائرة مروحية من نوع ميل مي-17 لإطلاق نار من قبل مخربين في منطقة العرقين بمديرية وادي عبيدة في محافظة مأرب قتل فيها قائداللواء 107 مشاة العميد حسين مشعبة وسبعة من مرافقيه، بالإضافة إلى طاقم الطائرة المكون من 3 أفراد.

### قوات حرس الحدود
وتتكون من قيادة حرس الحدود وعدة ألوية تقع في المحافظات الحدودية، منها اللواء 11 حرس حدود في محافظة حضرموت و«اللواء 2 حرس حدود» في محافظة حجة و«اللواء 117 حرس حدود» في محافظة صعدة و«اللواء 2 حرس حدود» في محافظة حجة.

### الاحتياط الاستراتيجي
هو تشكيل تابع للجيش اليمني، تم إنشائه بقرار جمهوري في 19 ديسمبر 2012، تتحدد مراكز تموضعه بقرار القائد الأعلى للقوات المسلحة، تشمل قوات الاحتياط الاستراتيجي ما يلي:
- مجموعة ألوية الصواريخ: بقيادة العميد الركن محمد ناصر العاطفي [279][280] وتشمل المجموعة عدة ألوية عسكرية منها «قيادة مجموعة الصواريخ» و«اللواء 5 صواريخ» واللواء 6 صواريخ و«اللواء 8 مدفعية صواريخ».[281]
- الحماية الرئاسية قوات أنشئت في 6 أغسطس 2012 كبديل لما عرف بالحرس الخاص قبل خطوات هيكلة الجيش ويتكون من التالي: «اللواء الأول حماية» و«اللواء الثاني حماية رئاسية» و«اللواء 3 مدرع» و«اللواء 314 مدرع».[282]
- العمليات الخاصة تشكيل حديث في الجيش اليمني جاء بديلاً لما عرف بالقوات الخاصة، تضم العمليات 5 ألوية عسكرية متخصصة في العمليات الخاصة ومكافحة الإرهاب تتمركز أغلبيتها في العاصمة صنعاء ولديها «اللواء 10 صاعقة» في الحديدة و«اللواء 1 مشاة جبلي» في ذمار[ ؟ ]، تعتبر تشكيلاً واحداً مرتبطاً بهيكلية وزارة الدفاع وهيئة الأركان العامة وتخضع عملياً للقائد الأعلى.[283]

### قوات سابقة
تم إلغائها ودمج وحداتها في القوات البرية وحرس الحدود.
1. الفرقة الأولى مدرع وهي أكبر فرقة اشتركت في الحروب باليمن، مثل حروب الحوثيين الست وحرب الانفصال. أنشئت بعد قيام الثورة اليمنية 26 سبتمبر 1962م كأعلى تشكيل عسكري في القوات المسلحة اليمنية وكانت تتكون من 22 لواء.
2. الحرس الجمهوري اليمني كان يقودها أحمد علي عبد الله صالح نجل الرئيس السابق، كانت أبرز أعمالها المشاركة في القتال تأييداً لحكومة علي عبد الله صالح خلال ثورة الشباب اليمنية.[284] كانت قوات الحرس كالعمود الفقري لنظام علي عبد الله صالح، وكانت الأفضل في الأسلحة والتدريب من بين كافة وحدات القوات المسلحة اليمنية. ووزارة الدفاع اشتركت في التغاضي عن ذلك من أجل ضمان ولاء الحرس.[285] كانت قوات الحرس تتكون من حوالي 21 لواء، منها صواريخ ودبابات ومشاة آلية، وتتوزع ألوية الحرس ويتوزع في المنطقة الوسطى، ذمار وصنعاء، ممتداً إلى الجوف وحرف سفيان، وتسانده القوات الخاصة في المهمات الصعبة.

### المناطق العسكرية
تتمثل مسرح العمليات العسكرية في سبع مناطق عسكرية  بـ 75 لواء عسكري (منها 13 لواء عسكري في احتياط الدفاع والاحتياط الاستراتيجي)، وتتكون القوات والوحدات القتالية للمناطق العسكرية من 11 محور عمليات، 9 ألوية مشاة ميكا، 11 لواء مدرع، لواءين حرس حدود، 23 لواء مشاة، لواءين مشاة بحري، 3 قواعد بحرية، 6 ألوية دفاع جوي، 5 قواعد جوية، لواءين مشاة جبلي، 3 ألوية طيران، لواء مدفعية، لواءين (مدفع/صاروخ).
| م | المنطقة                  | الانتشار                           | مقر القيادة | القوة         |
| - | ------------------------ | ---------------------------------- | ----------- | ------------- |
| 1 | المنطقة العسكرية الأولى  | حضرموت                             | سيئون       | 7 قوة قتالية  |
| 2 | المنطقة العسكرية الثانية | حضرموت والمهرة[ ؟ ] وسقطرى         | المكلا      | 9 قوات قتالية |
| 3 | المنطقة العسكرية الثالثة | مأرب[ ؟ ] وشبوة                    | مأرب[ ؟ ]   | 12 قوة قتالية |
| 4 | المنطقة العسكرية الرابعة | عدن وتعز ولحج[ ؟ ] والضالع وأبين   | عدن         | 24 قوة قتالية |
| 5 | المنطقة العسكرية الخامسة | الحديدة وحجة[ ؟ ]                  | الحديدة     | 11 قوة قتالية |
| 6 | المنطقة العسكرية السادسة | عمران[ ؟ ] وصعدة والجوف[ ؟ ]       | عمران[ ؟ ]  | 16 قوة قتالية |
| 7 | المنطقة العسكرية السابعة | ذمار[ ؟ ] والبيضاء[ ؟ ] وصنعاء وإب | ذمار[ ؟ ]   | 9 قوات قتالية |

## أسس الدفاع الوطني
ينص دستور اليمن على أن:
- الدولة هي التي تنشئ القوات المسلحة والشرطة والأمن وأية قوات أخرى، وهي ملك الشعب كله.
- مهمة القوات المسلحة حماية الجمهورية وسلامة أراضيها وأمنها.
- لا يجوز لأي هيئة أو فرد أو جماعة أو تنظيم أو حزب سياسي إنشاء قوات أو تشكيلات عسكرية أو شبه عسكرية لأي غرض كان وتحت أي مسمى.
- يحظر تسخير القوات المسلحة والأمن والشرطة وأية قوات أخرى لصالح حزب أو فرد أو جماعة ويجب صيانتها عن كل صور التفرقة الحزبية والعنصرية والطائفية والمناطقية والقبلية وذلك ضمانًا لحيادها وقيامها بمهامها الوطنية على الوجه الأمثل ويحظر الانتماء والنشاط الحزبي فيها وفقاً للقانون.[286]

## أعلام القوات المسلحة
- علم القوات المسلحة
- علم القوات البرية
- علم القوات البحرية
- علم القوات الجوية والدفاع الجوي

## الرتب العسكرية
الرتب العسكرية تعتمد التنظيم الهرمي للمؤسسة العسكرية، فالرتبة الأقل تأتمر بالرتبة الأعلى، والرتبة الأعلى تأمر الرتب الأدنى منها.
قد يختلف لون الرتبة باختلاف الوحدة العسكرية، فالقوات البرية بني كما هي أدناه، والجوية أزرق، وضباط الداخلية أخضر.

### رتب الضباط
| درجات ضباط الجيش اليمني من الأكبر للأصغر | درجات ضباط الجيش اليمني من الأكبر للأصغر    | درجات ضباط الجيش اليمني من الأكبر للأصغر  | درجات ضباط الجيش اليمني من الأكبر للأصغر       | درجات ضباط الجيش اليمني من الأكبر للأصغر | درجات ضباط الجيش اليمني من الأكبر للأصغر | درجات ضباط الجيش اليمني من الأكبر للأصغر | درجات ضباط الجيش اليمني من الأكبر للأصغر | درجات ضباط الجيش اليمني من الأكبر للأصغر | درجات ضباط الجيش اليمني من الأكبر للأصغر | درجات ضباط الجيش اليمني من الأكبر للأصغر |
| الرتبة | مشير*                                       | فريق أول                                  | فريق                                           | لواء                                     | عميد                                     | عقيد                                     |                                          |                                          |                                          |                                          |
| --- | ------------------------------------------- | ----------------------------------------- | ---------------------------------------------- | ---------------------------------------- | ---------------------------------------- | ---------------------------------------- | ---------------------------------------- | ---------------------------------------- | ---------------------------------------- | ---------------------------------------- |
| |                                             |                                           |                                                |                                          |                                          |                                          |                                          |                                          |                                          |                                          |
| الوصف | يعلق سنبلتين وسيفين وطير على الكتافة        | يعلق سيفين وطير ونجمتين على الكتافة       | يعلق سيفين وطير ونجمة على الكتافة              | يعلق سيفين وطير على الكتافة              | يعلق طير وثلاث نجمات على الكتافة         | يعلق طير ونجمتين على الكتافة             |                                          |                                          |                                          |                                          |
| فترة الترقية | رئيس الجمهورية القائد الأعلى للقوات المسلحة | عادة الرئيس أو نائب الرئيس (بقرار جمهوري) | عادة نائب الرئيس أو وزير الدفاع (بقرار جمهوري) | سنتين (بقرار جمهوري)                     | سنتين (بقرار جمهوري)                     | ثلاث سنوات (بقرار جمهوري)                |                                          |                                          |                                          |                                          |
| * المشير هي أرفع الرتب العسكرية اليمنية، ويحملها رئيس الجمهورية. يضاف بعض الأحيان شريط أحمر على طرف شعار الضباط ويضاف على رتبة من يحملها كلمة "ركن" مثل عقيد ركن، عميد ركن، لواء ركن. |                                             |                                           |                                                |                                          |                                          |                                          |                                          |                                          |                                          |                                          |

|              |                            |                      |                             |                         |                       |
| الوصف        | يعلق طير ونجمة على الكتافة | يعلق طير على الكتافة | يعلق ثلاثة نجوم على الكتافة | يعلق نجمتين على الكتافة | يعلق نجمة على الكتافة |
| فترة الترقية | خمس سنوات                  | أربع سنوات           | أربع سنوات                  | ثلاث سنوات              |                       |

### ضباط الصف والجنود
| م            | رتب ضباط الصف في الجيش اليمني من الأكبر للأصغر | رتب ضباط الصف في الجيش اليمني من الأكبر للأصغر | رتب ضباط الصف في الجيش اليمني من الأكبر للأصغر | رتب ضباط الصف في الجيش اليمني من الأكبر للأصغر | رتب ضباط الصف في الجيش اليمني من الأكبر للأصغر | رتب ضباط الصف في الجيش اليمني من الأكبر للأصغر | رتب ضباط الصف في الجيش اليمني من الأكبر للأصغر |
| الرتبة       | مساعد أول                                      | مساعد                                          | رقيب أول                                       | رقيب                                           | عريف                                           | جندي أول (وكيل عريف)                           | جندي                                           |
| ------------ | ---------------------------------------------- | ---------------------------------------------- | ---------------------------------------------- | ---------------------------------------------- | ---------------------------------------------- | ---------------------------------------------- | ---------------------------------------------- |
| الشارة       |                                                |                                                |                                                |                                                |                                                |                                                | لا شيء                                         |
| فترة الترقية | ثلاث سنوات                                     | ثلاث سنوات                                     | ثلاث سنوات                                     | أربع سنوات                                     | ثلاث سنوات                                     | أربع سنوات                                     |                                                |

الرتب الوحيدة التي تميز بنوع العمل بعدها هي (ضابط طيار - ضابط جوي - ضابط بحري - ضابط طبيب - ضابط مهندس).